# Tomasz Gollob

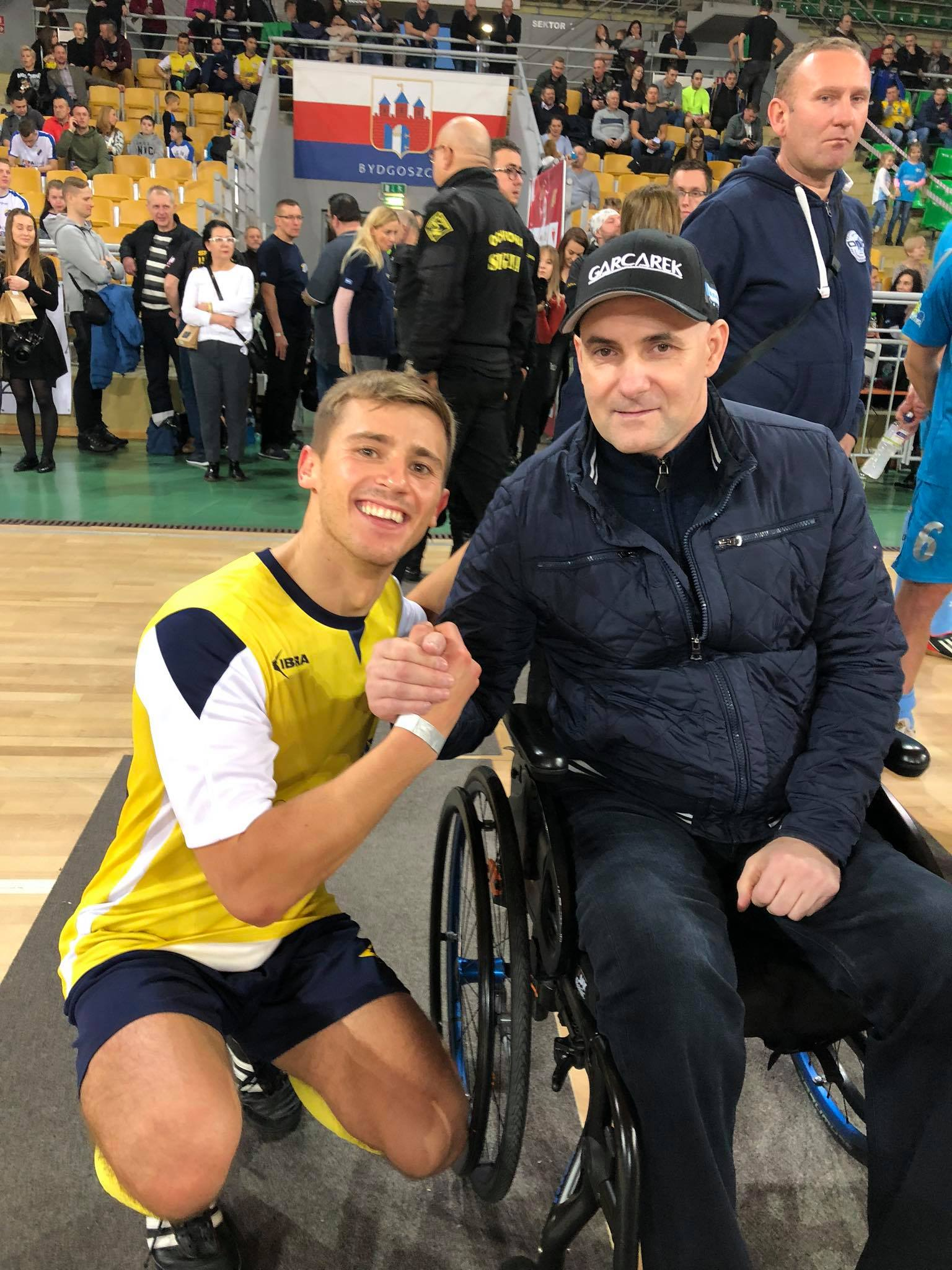
Grzegorz Zengota i Tomasz Gollob podczas turnieju charytatywnego (2018)

Tomasz Robert Gollob (ur. 11 kwietnia 1971 w Bydgoszczy) – polski żużlowiec.
W latach 1995–2013 uczestnik cyklu Grand Prix na żużlu. Jeden z najbardziej utytułowanych żużlowców w historii, zarówno na arenie krajowej, jak i międzynarodowej. 7-krotny mistrz świata na żużlu (1 raz indywidualnie w sezonie 2010 i 6 razy z drużyną w sezonach 1996, 2005, 2007 i 2009-2011). Osobowość Roku 2010 FIM. 30-krotny mistrz Polski w różnych konkurencjach (7-krotny drużynowo, 8-krotny indywidualnie, 11-krotny w parze, 3-krotny młodzieżowy indywidualnie i 1-krotny młodzieżowy w parze). Zdobył także drużynowe mistrzostwo Wielkiej Brytanii z drużyną Ipswich Witches w 1998 roku (oraz jeden brązowy medal w sezonie 2000) i drużynowe mistrzostwo Szwecji z drużyną Västervik Speedway w 2005 roku (oraz trzy srebrne medale w sezonach 2006, 2007 i 2009). Od sezonu 2013 startował w indywidualnych mistrzostwach Europy na żużlu.

## Życiorys
W młodości trenował piłkę nożną – był zawodnikiem juniorów Polonii Bydgoszcz i Zawiszy Bydgoszcz.
Karierę w sporcie żużlowym (wcześniej startował w zawodach motocrossowych i wyścigach motocyklowych) rozpoczął w 1988 roku w Polonii Bydgoszcz, z którą – poza rocznym epizodem w Wybrzeżu Gdańsk (sezon 1989 – na czas służby wojskowej) – był związany do 2003 roku. W sezonach 2004–2007 jeździł w Unii Tarnów. W latach 2008–2012 w Stali Gorzów, następnie 2013–2014 w Unibaxie Toruń, od sezonu 2015 w GKM Grudziądz.
W finale indywidualnych mistrzostw świata na żużlu po raz pierwszy występował w 1993 roku. Po zmianie systemu rozgrywania mistrzostw wygrał pierwszy w historii turniej Grand Prix, który odbył się we Wrocławiu 20 maja 1995 roku. Od tego czasu nieprzerwanie był zawodnikiem uczestniczącym w cyklu, z wyjątkiem sezonu 1996, kiedy startował z dziką kartą w 3 turniejach. W sezonie 2010 wywalczył złoty, w sezonach 1999 i 2009 srebrny, a w sezonach 1997, 1998, 2001 i 2008 brązowy medal indywidualnych mistrzostw świata. W dorobku ma również sześć złotych medali (sezony 1996, 2005, 2007, 2009–2011) oraz cztery srebrne (sezony 1994, 1997, 2001, 2008) z mistrzostw świata w drużynie (wraz z DPŚ). 7 grudnia 2013 roku ogłosił, że wycofuje się z cyklu Grand Prix po 18 latach startów.
W latach 1992–1995 oraz 2001–2002, 2006 i 2009 zdobywał złote medale indywidualnych mistrzostw Polski, w karierze ponadto wywalczył pięć srebrnych (sezony 1998, 1999, 2003, 2005, 2007) i trzy brązowe (sezony 1989, 1990, 1997) medale tych rozgrywek. Jako junior trzykrotnie z rzędu zdobył tytuł młodzieżowego mistrza Polski (w latach 1990–1992). W 1999 roku wygrał Plebiscyt „Przeglądu Sportowego” na najlepszego sportowca Polski. Mimo zmiany barw klubowych cały czas mieszka z rodziną w Bydgoszczy, w dzielnicy Miedzyń.
W 16. sezonie Grand Prix IMŚ, w roku 2010, Tomasz Gollob – jako drugi Polak w historii – został indywidualnym mistrzem świata. Tytuł zapewnił sobie w przedostatnim turnieju we włoskim Terenzano. Zdobył tam 22 punkty wygrywając sześć z siedmiu biegów (w swoim pierwszym biegu był trzeci). W finale pokonał Brytyjczyka Chrisa Harrisa, Amerykanina Grega Hancocka i Duńczyka Nickiego Pedersena. Wcześniej Polak wygrał trzy rundy (GP Czech, GP Polski i GP Nordyckie w Danii), dwukrotnie zajmował drugie miejsce (GP Szwecji i GP Danii) oraz raz był trzeci (GP Skandynawii w Szwecji). Tylko w pierwszym turnieju o GP Europy w Lesznie Polak nie znalazł się w pierwszej ósemce turnieju.
W 2013 r. został rekordzistą pod względem liczby zdobytych punktów w rozgrywkach ligowych.
10 czerwca 2007 roku przeżył wypadek lotniczy. Awionetka, którą podróżował na mecz rozbiła się po nieudanej próbie lądowania na lotnisku sportowym w Tarnowie, u podnóża góry św. Marcina. Na pokładzie znajdowali się również Rune Holta i Wojciech Malak – mechanik. Najcięższych obrażeń doznał Władysław Gollob – ojciec Tomasza, który pilotował wspomnianą awionetkę – złamanie obojczyka oraz kości podudzia. Przyczyną wypadku była prawdopodobnie próba lądowania awionetką na zbyt małym lotnisku, nieprzystosowanym dla maszyn o takiej wadze. Prokuratura ustaliła, że w niedzielę lądowisko było zamknięte i nikt z obsługi nie był przygotowany na lądowanie jakiegokolwiek samolotu. Urząd Lotnictwa Cywilnego potwierdził także, że lądowisko w Tarnowie nie jest w ogóle wpisane do rejestru lądowisk.
21 września 2013 roku w czasie zawodów Grand Prix Szwecji w Sztokholmie Tomasz Gollob przeżył groźny wypadek. Podczas pokonywania drugiego łuku pierwszego okrążenia toru na tylne koło motocykla polskiego sportowca najechał Brytyjczyk Tai Woffinden. Polak został poważnie poturbowany, stracił przytomność. Został przewieziony karetką do najbliższego szpitala. Diagnoza medyczna wykazała wstrząśnienie mózgu oraz przesunięcie siódmego kręgu szyjnego w kręgosłupie. Kontuzja Tomasza Golloba stała się główną przyczyną oddania meczu finałowego Ekstraligi żużlowej w sezonie 2013 przeciwko Falubazowi Zielona Góra na ich stadionie następnego dnia walkowerem 0:40, przez co drużynowym mistrzem Polski została drużyna z Zielonej Góry.
Pod koniec sezonu 2013 zapowiedział zakończenie startów w cyklu IMŚ Grand Prix, w którym uczestniczył od jego powstania w 1995 roku. Przez 19 sezonów wystartował w 162 turniejach (nie uczestnicząc w tym czasie zaledwie w sześciu turniejach). Łącznie 53 razy stanął na podium, a w 22 turniejach zwyciężył (m.in. w historycznym pierwszym turnieju, we Wrocławiu w 1995 roku), zdobywając łącznie 1977 punktów.
23 kwietnia 2017 roku podczas treningu motocrossowego w Chełmnie Gollob uległ wypadkowi. W wyniku upadku odniósł poważne obrażenia kręgosłupa, doznał stłuczenia klatki piersiowej i płuc. Przeszedł wielogodzinną operację i utrzymywany był w stanie śpiączki farmakologicznej.
Jego imieniem nazwano ulicę w bydgoskim Fordonie. Również jemu jest poświęcony mural na bydgoskim Miedzyniu.

### Życie prywatne
Tomasz Gollob z byłą żoną – Brygidą, ma jedną córkę – Wiktorię. Żużlowcami są także jego brat Jacek Gollob oraz bratanek Oskar Ajtner-Gollob.
Został członkiem komitetu poparcia Bronisława Komorowskiego przed przyspieszonymi wyborami prezydenckimi 2010.

## Starty w Grand Prix (Indywidualnych Mistrzostwach Świata na Żużlu)

### Zwycięstwa w poszczególnych zawodachGrand Prix
| Nr  | Dzień           | Rok  | Nazwa                  | Miejscowość | Tor                                            | Długość toru |
| --- | --------------- | ---- | ---------------------- | ----------- | ---------------------------------------------- | ------------ |
| 1.  | 20 maja         | 1995 | Grand Prix Polski      | Wrocław     | Stadion Olimpijski                             | 387m         |
| 2.  | 14 czerwca      | 1997 | Grand Prix Szwecji     | Linköping   | Motorstadium                                   | 330m         |
| 3.  | 18 września     | 1998 | Grand Prix Polski      | Bydgoszcz   | Stadion Polonii                                | 348m         |
| 4.  | 8 maja          | 1999 | Grand Prix Czech       | Praga       | Stadion Markéta                                | 353m         |
| 5.  | 3 lipca         | 1999 | Grand Prix Polski      | Wrocław     | Stadion Olimpijski                             | 387m         |
| 6.  | 5 maja          | 2001 | Grand Prix Niemiec     | Berlin      | Friedrich-Ludwig-Jahn-Sportpark (sztuczny tor) | [ 18 ]       |
| 7.  | 25 maja         | 2002 | Grand Prix Polski      | Bydgoszcz   | Stadion Polonii                                | 348m         |
| 8.  | 20 września     | 2003 | Grand Prix Polski      | Bydgoszcz   | Stadion Polonii                                | 348m         |
| 9.  | 18 września     | 2004 | Grand Prix Polski      | Bydgoszcz   | Stadion Polonii                                | 348m         |
| 10. | 27 sierpnia     | 2005 | Grand Prix Polski      | Bydgoszcz   | Stadion Polonii                                | 348m         |
| 11. | 8 września      | 2007 | Grand Prix Polski      | Bydgoszcz   | Stadion Polonii                                | 348m         |
| 12. | 26 kwietnia     | 2008 | Grand Prix Słowenii    | Krško       | Stadion Matije Gubca                           | 388m         |
| 13. | 14 czerwca      | 2008 | Grand Prix Danii       | Kopenhaga   | Parken (sztuczny tor)                          | 275m         |
| 14. | 18 października | 2008 | Finał Grand Prix 2008  | Bydgoszcz   | Stadion Polonii                                | 348m         |
| 15. | 15 sierpnia     | 2009 | Grand Prix Skandynawii | Målilla     | G&B Stadium                                    | 310m         |
| 16. | 26 września     | 2009 | Grand Prix Włoch       | Terenzano   | Olympia Stadium                                | 400m         |
| 17. | 22 maja         | 2010 | Grand Prix Czech       | Praga       | Stadion Markéta                                | 353m         |
| 18. | 19 czerwca      | 2010 | Grand Prix Polski      | Toruń       | Motoarena                                      | 325m         |
| 19. | 11 września     | 2010 | Grand Prix Nordyckie   | Vojens      | Speedway Center                                | 300m         |
| 20. | 25 września     | 2010 | Grand Prix Włoch       | Terenzano   | Olympia Stadium                                | 400m         |
| 21. | 11 czerwca      | 2011 | Grand Prix Danii       | Kopenhaga   | Parken (sztuczny tor)                          | 275m         |
| 22. | 8 września      | 2012 | Grand Prix Skandynawii | Målilla     | G&B Stadium                                    | 310m         |

### Miejsca na podium w poszczególnych zawodachGrand Prix

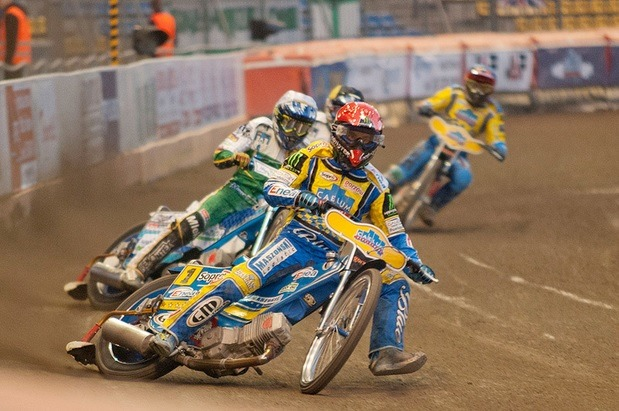
6 wyścig meczu Stal – Włókniarz 2011: Tomasz Gollob (kask czerwony)

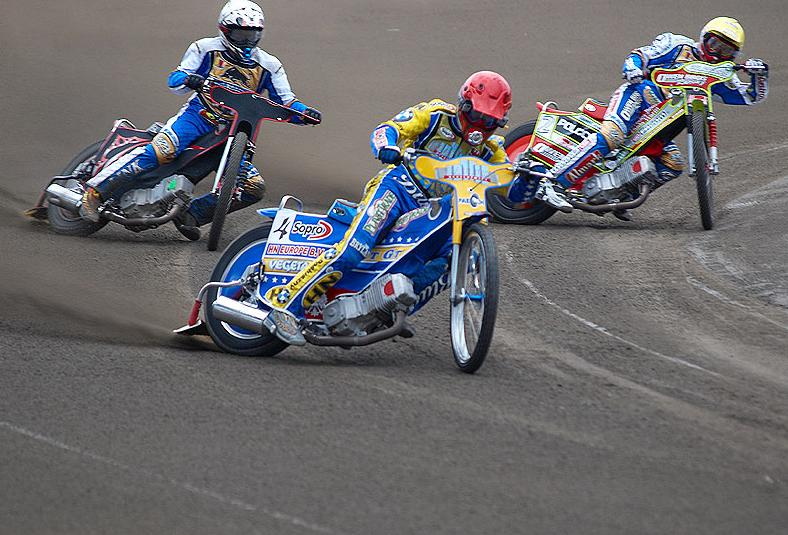
Tomasz Gollob (kask czerwony) na prowadzeniu. W tle Leigh Adams (kask żółty) i Adam Shields (kask biały). Mecz Stal – Unia L. (2008)

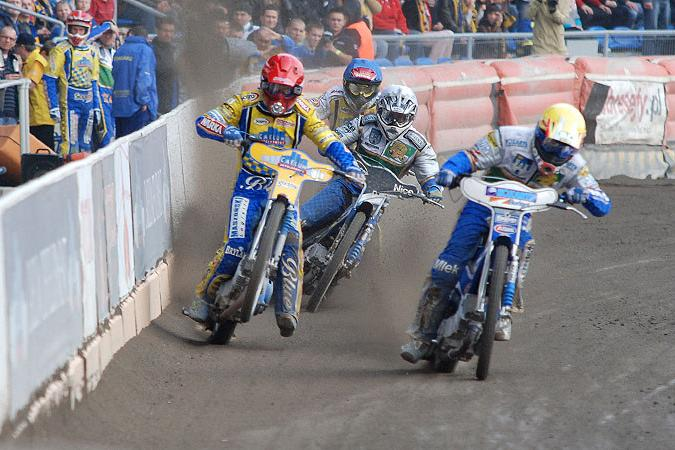
Tomasz Gollob (kask czerwony) w walce z Rune Holtą (kask żółty) w meczu Stal – Włókniarz (2010)

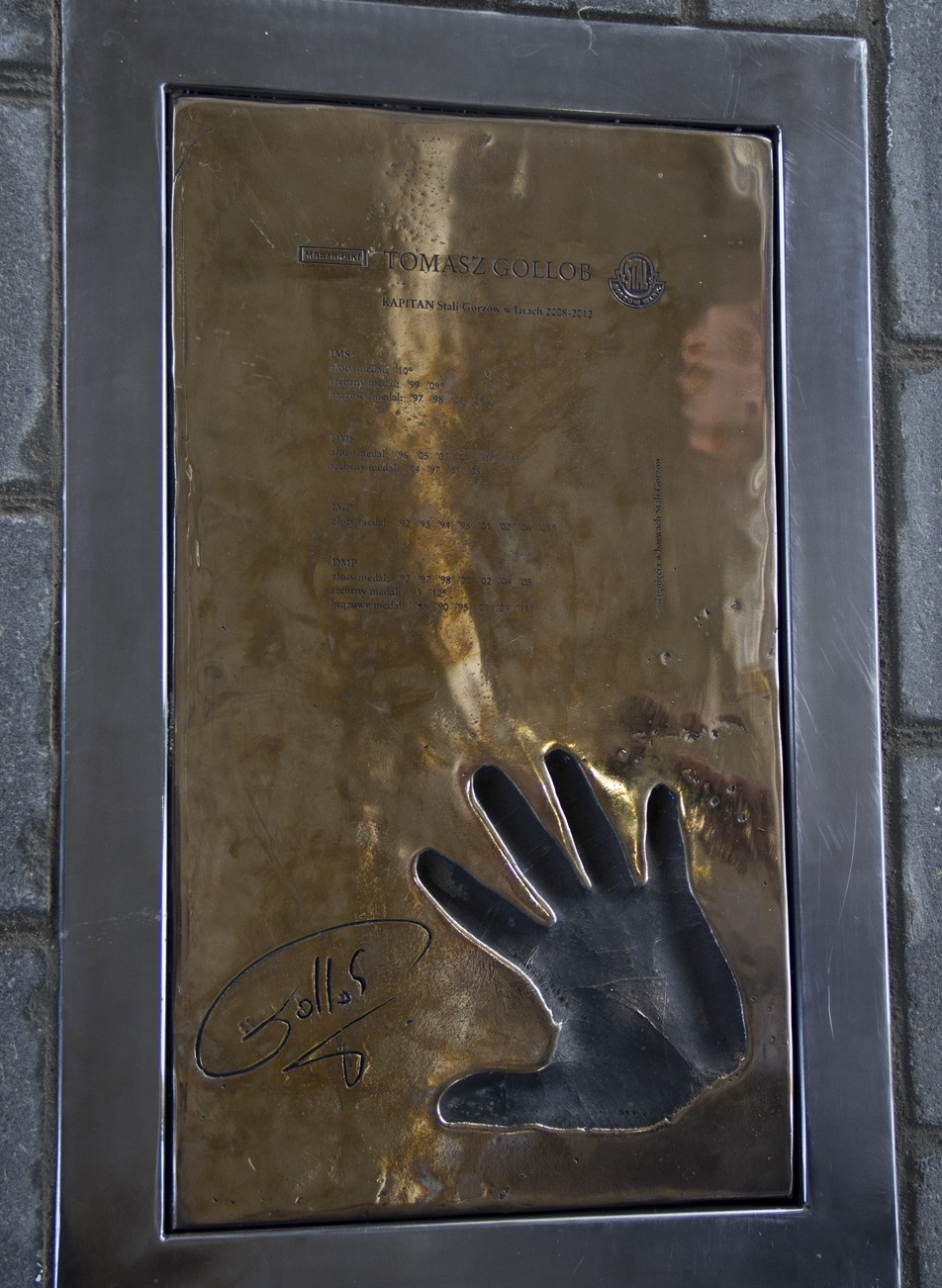
Odcisk dłoni Tomasza Golloba na Stadionie im. Edwarda Jancarza w Gorzowie Wielkopolskim.

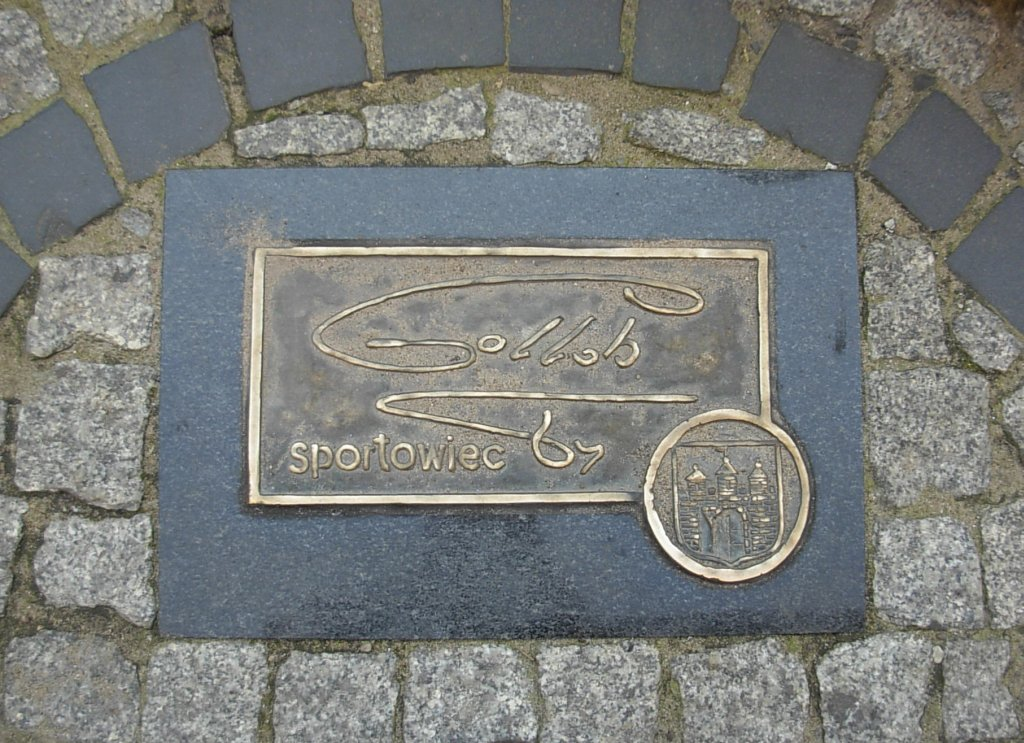
Autograf sportowca w Bydgoskiej Alei Autografów

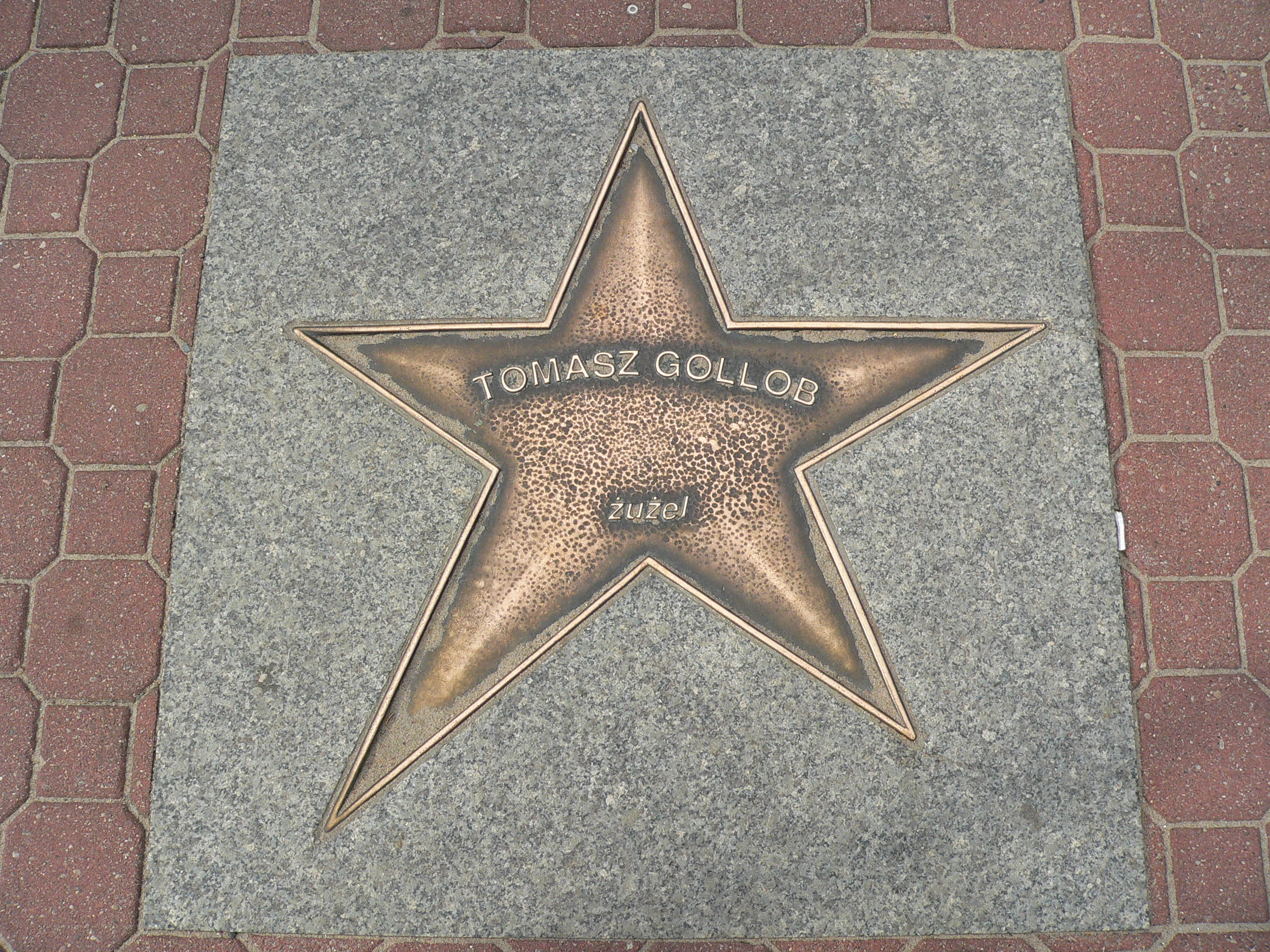
Gwiazda Tomasza Golloba w Alei Gwiazd Sportu we Władysławowie

| Nr  | Dzień           | Rok  | Nazwa                        | Miejscowość | Tor                                            | Miejsce | Punkty | Biegi           | Zwycięzca        |
| --- | --------------- | ---- | ---------------------------- | ----------- | ---------------------------------------------- | ------- | ------ | --------------- | ---------------- |
| 1.  | 20 maja         | 1995 | Grand Prix Polski            | Wrocław     | Stadion Olimpijski                             | 1.      | 20     | (2,2,2,2,3,3)   | –                |
| 2.  | 10 sierpnia     | 1996 | Grand Prix Szwecji           | Linköping   | Motorstadium                                   | 3.      | 18     | (3,3,1,1,3,1)   | Billy Hamill     |
| 3.  | 17 maja         | 1997 | Grand Prix Czech             | Praga       | Stadion Markéta                                | 3.      | 18     | (2,3,2,3,1,1)   | Greg Hancock     |
| 4.  | 14 czerwca      | 1997 | Grand Prix Szwecji           | Linköping   | Motorstadium                                   | 1.      | 25     | (3,3,3,3,1,3)   | –                |
| 5.  | 30 sierpnia     | 1997 | Grand Prix Polski            | Wrocław     | Stadion Olimpijski                             | 3.      | 18     | (3,3,3,3,2,1)   | Greg Hancock     |
| 6.  | 7 sierpnia      | 1998 | Grand Prix Wielkiej Brytanii | Coventry    | Brandon Stadium                                | 3.      | 18     | (2,3,2,1)       | Jason Crump      |
| 7.  | 18 września     | 1998 | Grand Prix Polski            | Bydgoszcz   | Stadion Polonii                                | 1.      | 25     | (2,3,3,3)       | –                |
| 8.  | 8 maja          | 1999 | Grand Prix Czech             | Praga       | Stadion Markéta                                | 1.      | 25     | (2,0,3,3,3)     | –                |
| 9.  | 3 lipca         | 1999 | Grand Prix Polski            | Wrocław     | Stadion Olimpijski                             | 1.      | 25     | (3,2,3,3)       | –                |
| 10. | 5 maja          | 2001 | Grand Prix Niemiec           | Berlin      | Friedrich-Ludwig-Jahn-Sportpark (sztuczny tor) | 1.      | 25     | (d,3,3,2,3)     | –                |
| 11. | 9 czerwca       | 2001 | Grand Prix Wielkiej Brytanii | Cardiff     | Millennium Stadium (sztuczny tor)              | 3.      | 18     | (3,3,3,1)       | Tony Rickardsson |
| 12. | 25 maja         | 2002 | Grand Prix Polski            | Bydgoszcz   | Stadion Polonii                                | 1.      | 25     | (3,3,0,3,2,3,3) | –                |
| 13. | 22 czerwca      | 2002 | Grand Prix Słowenii          | Krško       | Stadion Matije Gubca                           | 2.      | 20     | (1,3,2,2,2)     | Ryan Sullivan    |
| 14. | 28 września     | 2002 | Grand Prix Danii             | Vojens      | Speedway Center                                | 2.      | 20     | (2,3,2,2,2)     | Tony Rickardsson |
| 15. | 20 września     | 2003 | Grand Prix Polski            | Bydgoszcz   | Stadion Polonii                                | 1.      | 25     | (3,3,3,3,3)     | –                |
| 16. | 18 września     | 2004 | Grand Prix Polski            | Bydgoszcz   | Stadion Polonii                                | 1.      | 25     | (3,3,2,1,3,3,3) | –                |
| 17. | 2 października  | 2004 | Grand Prix Norwegii          | Hamar       | Vikingskipet (sztuczny tor)                    | 3.      | 18     | (1,3,2,2,1)     | Tony Rickardsson |
| 18. | 27 sierpnia     | 2005 | Grand Prix Polski            | Bydgoszcz   | Stadion Polonii                                | 1.      | 25     | (3,3,2,3,2,3,3) | –                |
| 19. | 22 kwietnia     | 2006 | Grand Prix Słowenii          | Krško       | Stadion Matije Gubca                           | 3.      | 18     | (1,1,3,3,3,3,1) | Nicki Pedersen   |
| 20. | 20 maja         | 2006 | Grand Prix Szwecji           | Eskilstuna  | Smedstadium                                    | 3.      | 18     | (2,0,3,3,3,2,1) | Jason Crump      |
| 21. | 23 września     | 2006 | Grand Prix Polski            | Bydgoszcz   | Stadion Polonii                                | 3.      | 18     | (2,2,1,3,3,2,1) | Nicki Pedersen   |
| 22. | 11 sierpnia     | 2007 | Grand Prix Skandynawii       | Målilla     | G&B Stadium                                    | 2.      | 19     | (3,3,2,3,2,2,4) | Leigh Adams      |
| 23. | 25 sierpnia     | 2007 | Grand Prix Łotwy             | Dyneburg    | Latvijas spīdveja centrs                       | 3.      | 14     | (3,1,3,2,1,2,2) | Leigh Adams      |
| 24. | 8 września      | 2007 | Grand Prix Polski            | Bydgoszcz   | Stadion Polonii                                | 1.      | 21     | (2,3,2,2,3,3,6) | –                |
| 25. | 26 kwietnia     | 2008 | Grand Prix Słowenii          | Krško       | Stadion Matije Gubca                           | 1.      | 19     | (0,2,2,3,3,3,6) | –                |
| 26. | 14 czerwca      | 2008 | Grand Prix Danii             | Kopenhaga   | Parken (sztuczny tor)                          | 1.      | 19     | (2,2,3,1,2,3,6) | –                |
| 27. | 30 sierpnia     | 2008 | Grand Prix Łotwy             | Dyneburg    | Latvijas spīdveja centrs                       | 3.      | 16     | (2,2,1,3,3,3,2) | Jason Crump      |
| 28. | 13 września     | 2008 | Grand Prix Polski            | Bydgoszcz   | Stadion Polonii                                | 3.      | 20     | (3,3,3,3,3,3,2) | Greg Hancock     |
| 29. | 18 października | 2008 | Finał Grand Prix 2008        | Bydgoszcz   | Stadion Polonii                                | 1.      | 21     | (d,3,3,3,3,3,6) | –                |
| 30. | 9 maja          | 2009 | Grand Prix Europy            | Leszno      | Stadion im. Alfreda Smoczyka                   | 2.      | 17     | (3,d,2,3,3,2,4) | Jason Crump      |
| 31. | 13 czerwca      | 2009 | Grand Prix Danii             | Kopenhaga   | Parken (sztuczny tor)                          | 3.      | 13     | (1,3,1,1,2,3,2) | Jason Crump      |
| 32. | 1 sierpnia      | 2009 | Grand Prix Łotwy             | Dyneburg    | Latvijas spīdveja centrs                       | 3.      | 16     | (3,2,1,3,2,3,2) | Greg Hancock     |
| 33. | 15 sierpnia     | 2009 | Grand Prix Skandynawii       | Målilla     | G&B Stadium                                    | 1.      | 22     | (3,2,2,3,3,3,6) | –                |
| 34. | 12 września     | 2009 | Grand Prix Słowenii          | Krško       | Stadion Matije Gubca                           | 3.      | 12     | (3,2,1,2,0,2,2) | Emil Sajfutdinow |
| 35. | 26 września     | 2009 | Grand Prix Włoch             | Terenzano   | Olympia Stadium                                | 1.      | 23     | (3,3,3,3,2,3,6) | –                |
| 36. | 8 maja          | 2010 | Grand Prix Szwecji           | Göteborg    | Ullevi (sztuczny tor)                          | 2.      | 16     | (1,2,3,1,2,3,4) | Kenneth Bjerre   |
| 37. | 22 maja         | 2010 | Grand Prix Czech             | Praga       | Stadion Markéta                                | 1.      | 17     | (1,1,3,3,0,3,6) | –                |
| 38. | 5 czerwca       | 2010 | Grand Prix Danii             | Kopenhaga   | Parken (sztuczny tor)                          | 2.      | 15     | (3,1,0,2,3,2,4) | Jarosław Hampel  |
| 39. | 19 czerwca      | 2010 | Grand Prix Polski            | Toruń       | Motoarena                                      | 1.      | 24     | (3,3,3,3,3,3,6) | –                |
| 40. | 14 sierpnia     | 2010 | Grand Prix Skandynawii       | Målilla     | G&B Stadium                                    | 3.      | 17     | (3,3,3,3,w,3,2) | Rune Holta       |
| 41. | 12 września     | 2010 | Grand Prix Nordyckie         | Vojens      | Speedway Center                                | 1.      | 24     | (3,3,3,3,3,3,6) | –                |
| 42. | 25 września     | 2010 | Grand Prix Włoch             | Terenzano   | Olympia Stadium                                | 1.      | 22     | (1,3,3,3,3,3,6) | –                |
| 43. | 30 kwietnia     | 2011 | Grand Prix Europy            | Leszno      | Stadion im. Alfreda Smoczyka                   | 2.      | 18     | (3,w,3,2,3,3,4) | Nicki Pedersen   |
| 44. | 28 maja         | 2011 | Grand Prix Czech             | Praga       | Stadion Markéta                                | 2.      | 17     | (3,3,3,2,1,3,2) | Greg Hancock     |
| 45. | 11 czerwca      | 2011 | Grand Prix Danii             | Kopenhaga   | Parken (sztuczny tor)                          | 1.      | 20     | (2,0,3,3,3,3,6) | –                |
| 46. | 28 kwietnia     | 2012 | Grand Prix Europy            | Leszno      | Stadion im. Alfreda Smoczyka                   | 2.      | 16     | (1,0,3,3,3,2,4) | Chris Holder     |
| 47. | 12 maja         | 2012 | Grand Prix Czech             | Praga       | Stadion Markéta                                | 3.      | 12     | (3,2,3,0,0,2,2) | Nicki Pedersen   |
| 48. | 28 lipca        | 2012 | Grand Prix Chorwacji         | Goričan     | Stadion Millenium                              | 3.      | 13     | (1,0,1,3,3,3,2) | Nicki Pedersen   |
| 49. | 8 września      | 2012 | Grand Prix Skandynawii       | Målilla     | G&B Stadium                                    | 1.      | 21     | (3,1,3,3,3,2,6) | –                |
| 50. | 6 października  | 2012 | Grand Prix Polski            | Toruń       | Motoarena                                      | 2.      | 21     | (3,2,3,3,3,3,4) | Antonio Lindbäck |
| 51. | 23 marca        | 2013 | Grand Prix Nowej Zelandii    | Auckland    | Western Springs                                | 2.      | 15     | (3,1,3,0,3,3,2) | Jarosław Hampel  |
| 52. | 20 kwietnia     | 2013 | Grand Prix Europy            | Bydgoszcz   | Stadion Polonii                                | 3.      | 16     | (3,0,3,3,3,3,1) | Emil Sajfutdinow |
| 53. | 7 września      | 2013 | Grand Prix Słowenii          | Krško       | Stadion Matije Gubca                           | 3.      | 16     | (3,1,2,3,3,3,1) | Jarosław Hampel  |

### Punkty w poszczególnych zawodachGrand Prix
| Sezon 1995                   |                                |                                |                                 |                                |                                 |                           |                                 |                                |                            |                                 |                          |         |         |         |         |         |         |         |         |         |         |        |        |        |        |        |        |        |        |        |        |        |        |        |        |        |        |
| GP Polski – Wrocław          | GP Austrii – Wiener Neustadt   | GP Niemiec – Abensberg         | GP Szwecji – Linköping          | GP Danii – Vojens              | GP Wielkiej Brytanii – Londyn   | miejsce                   | miejsce                         | miejsce                        | miejsce                    | miejsce                         | miejsce                  | miejsce | miejsce | miejsce | miejsce | miejsce | miejsce | miejsce | miejsce | miejsce | miejsce | punkty | punkty | punkty | punkty | punkty | punkty | punkty | punkty | punkty | punkty | punkty | punkty | punkty | punkty | punkty | punkty |
| 20                           | 12                             | 6                              | 10                              | 16                             | 9                               | 9                         | 9                               | 9                              | 9                          | 9                               | 9                        | 9       | 9       | 9       | 9       | 9       | 9       | 9       | 9       | 9       | 9       | 73     | 73     | 73     | 73     | 73     | 73     | 73     | 73     | 73     | 73     | 73     | 73     | 73     | 73     | 73     | 73     |
| Sezon 1996                   |                                |                                |                                 |                                |                                 |                           |                                 |                                |                            |                                 |                          |         |         |         |         |         |         |         |         |         |         |        |        |        |        |        |        |        |        |        |        |        |        |        |        |        |        |
| GP Polski – Wrocław          | GP Włoch – Lonigo              | GP Niemiec – Pocking           | GP Szwecji – Linköping          | GP Wielkiej Brytanii – Londyn  | GP Danii – Vojens               | miejsce                   | miejsce                         | miejsce                        | miejsce                    | miejsce                         | miejsce                  | miejsce | miejsce | miejsce | miejsce | miejsce | miejsce | miejsce | miejsce | miejsce | miejsce | punkty | punkty | punkty | punkty | punkty | punkty | punkty | punkty | punkty | punkty | punkty | punkty | punkty | punkty | punkty | punkty |
| 11                           | –                              | –                              | 18                              | 14                             | –                               | 12                        | 12                              | 12                             | 12                         | 12                              | 12                       | 12      | 12      | 12      | 12      | 12      | 12      | 12      | 12      | 12      | 12      | 43     | 43     | 43     | 43     | 43     | 43     | 43     | 43     | 43     | 43     | 43     | 43     | 43     | 43     | 43     | 43     |
| Sezon 1997                   |                                |                                |                                 |                                |                                 |                           |                                 |                                |                            |                                 |                          |         |         |         |         |         |         |         |         |         |         |        |        |        |        |        |        |        |        |        |        |        |        |        |        |        |        |
| GP Czech – Praga             | GP Szwecji – Linköping         | GP Niemiec – Landshut          | GP Wielkiej Brytanii – Bradford | GP Polski – Wrocław            | GP Danii – Vojens               | miejsce                   | miejsce                         | miejsce                        | miejsce                    | miejsce                         | miejsce                  | miejsce | miejsce | miejsce | miejsce | miejsce | miejsce | miejsce | miejsce | miejsce | miejsce | punkty | punkty | punkty | punkty | punkty | punkty | punkty | punkty | punkty | punkty | punkty | punkty | punkty | punkty | punkty | punkty |
| 18                           | 25                             | 1                              | 14                              | 18                             | 16                              |                           |                                 |                                |                            |                                 |                          |         |         |         |         |         |         |         |         |         |         | 92     | 92     | 92     | 92     | 92     | 92     | 92     | 92     | 92     | 92     | 92     | 92     | 92     | 92     | 92     | 92     |
| Sezon 1998                   |                                |                                |                                 |                                |                                 |                           |                                 |                                |                            |                                 |                          |         |         |         |         |         |         |         |         |         |         |        |        |        |        |        |        |        |        |        |        |        |        |        |        |        |        |
| GP Czech – Praga             | GP Niemiec – Pocking           | GP Danii – Vojens              | GP Wielkiej Brytanii – Coventry | GP Szwecji – Linköping         | GP Polski – Bydgoszcz           | miejsce                   | miejsce                         | miejsce                        | miejsce                    | miejsce                         | miejsce                  | miejsce | miejsce | miejsce | miejsce | miejsce | miejsce | miejsce | miejsce | miejsce | miejsce | punkty | punkty | punkty | punkty | punkty | punkty | punkty | punkty | punkty | punkty | punkty | punkty | punkty | punkty | punkty | punkty |
| 16                           | 16                             | 8                              | 18                              | 14                             | 25                              |                           |                                 |                                |                            |                                 |                          |         |         |         |         |         |         |         |         |         |         | 97     | 97     | 97     | 97     | 97     | 97     | 97     | 97     | 97     | 97     | 97     | 97     | 97     | 97     | 97     | 97     |
| Sezon 1999                   |                                |                                |                                 |                                |                                 |                           |                                 |                                |                            |                                 |                          |         |         |         |         |         |         |         |         |         |         |        |        |        |        |        |        |        |        |        |        |        |        |        |        |        |        |
| GP Czech – Praga             | GP Szwecji – Linköping         | GP Polski – Wrocław            | GP Wielkiej Brytanii – Coventry | GP Polski – Bydgoszcz          | GP Danii – Vojens               | miejsce                   | miejsce                         | miejsce                        | miejsce                    | miejsce                         | miejsce                  | miejsce | miejsce | miejsce | miejsce | miejsce | miejsce | miejsce | miejsce | miejsce | miejsce | punkty | punkty | punkty | punkty | punkty | punkty | punkty | punkty | punkty | punkty | punkty | punkty | punkty | punkty | punkty | punkty |
| 25                           | 15                             | 25                             | 10                              | 15                             | 8                               |                           |                                 |                                |                            |                                 |                          |         |         |         |         |         |         |         |         |         |         | 98     | 98     | 98     | 98     | 98     | 98     | 98     | 98     | 98     | 98     | 98     | 98     | 98     | 98     | 98     | 98     |
| Sezon 2000                   |                                |                                |                                 |                                |                                 |                           |                                 |                                |                            |                                 |                          |         |         |         |         |         |         |         |         |         |         |        |        |        |        |        |        |        |        |        |        |        |        |        |        |        |        |
| GP Czech – Praga             | GP Szwecji – Linköping         | GP Polski – Wrocław            | GP Wielkiej Brytanii – Coventry | GP Danii – Vojens              | GP Europy – Bydgoszcz           | miejsce                   | miejsce                         | miejsce                        | miejsce                    | miejsce                         | miejsce                  | miejsce | miejsce | miejsce | miejsce | miejsce | miejsce | miejsce | miejsce | miejsce | miejsce | punkty | punkty | punkty | punkty | punkty | punkty | punkty | punkty | punkty | punkty | punkty | punkty | punkty | punkty | punkty | punkty |
| 15                           | 14                             | 14                             | –                               | 6                              | 15                              | 7                         | 7                               | 7                              | 7                          | 7                               | 7                        | 7       | 7       | 7       | 7       | 7       | 7       | 7       | 7       | 7       | 7       | 64     | 64     | 64     | 64     | 64     | 64     | 64     | 64     | 64     | 64     | 64     | 64     | 64     | 64     | 64     | 64     |
| Sezon 2001                   |                                |                                |                                 |                                |                                 |                           |                                 |                                |                            |                                 |                          |         |         |         |         |         |         |         |         |         |         |        |        |        |        |        |        |        |        |        |        |        |        |        |        |        |        |
| GP Niemiec – Berlin          | GP Wielkiej Brytanii – Cardiff | GP Danii – Vojens              | GP Czech – Praga                | GP Polski – Bydgoszcz          | GP Szwecji – Sztokholm          | miejsce                   | miejsce                         | miejsce                        | miejsce                    | miejsce                         | miejsce                  | miejsce | miejsce | miejsce | miejsce | miejsce | miejsce | miejsce | miejsce | miejsce | miejsce | punkty | punkty | punkty | punkty | punkty | punkty | punkty | punkty | punkty | punkty | punkty | punkty | punkty | punkty | punkty | punkty |
| 25                           | 18                             | 16                             | 16                              | 8                              | 6                               |                           |                                 |                                |                            |                                 |                          |         |         |         |         |         |         |         |         |         |         | 89     | 89     | 89     | 89     | 89     | 89     | 89     | 89     | 89     | 89     | 89     | 89     | 89     | 89     | 89     | 89     |
| Sezon 2002                   |                                |                                |                                 |                                |                                 |                           |                                 |                                |                            |                                 |                          |         |         |         |         |         |         |         |         |         |         |        |        |        |        |        |        |        |        |        |        |        |        |        |        |        |        |
| GP Norwegii – Hamar          | GP Polski – Bydgoszcz          | GP Wielkiej Brytanii – Cardiff | GP Słowenii – Krško             | GP Szwecji – Sztokholm         | GP Czech – Praga                | GP Skandynawii – Göteborg | GP Europy – Chorzów             | GP Danii – Vojens              | GP Australii – Sydney      | miejsce                         | miejsce                  | miejsce | miejsce | miejsce | miejsce | miejsce | miejsce | miejsce | miejsce | miejsce | miejsce | punkty | punkty | punkty | punkty | punkty | punkty | punkty | punkty | punkty | punkty | punkty | punkty |        |        |        |        |
| 7                            | 25                             | 11                             | 20                              | 8                              | 8                               | 5                         | 5                               | 20                             | 8                          | 7                               | 7                        | 7       | 7       | 7       | 7       | 7       | 7       | 7       | 7       | 7       | 7       | 117    | 117    | 117    | 117    | 117    | 117    | 117    | 117    | 117    | 117    | 117    | 117    |        |        |        |        |
| Sezon 2003                   |                                |                                |                                 |                                |                                 |                           |                                 |                                |                            |                                 |                          |         |         |         |         |         |         |         |         |         |         |        |        |        |        |        |        |        |        |        |        |        |        |        |        |        |        |
| GP Europy – Chorzów          | GP Szwecji – Avesta            | GP Wielkiej Brytanii – Cardiff | GP Danii – Kopenhaga            | GP Słowenii – Krško            | GP Skandynawii – Göteborg       | GP Czech – Praga          | GP Polski – Bydgoszcz           | GP Norwegii – Hamar            | miejsce                    | miejsce                         | miejsce                  | miejsce | miejsce | miejsce | miejsce | miejsce | miejsce | miejsce | miejsce | miejsce | miejsce | punkty | punkty | punkty | punkty | punkty | punkty | punkty | punkty | punkty | punkty | punkty | punkty | punkty |        |        |        |
| 16                           | 8                              | 3                              | 13                              | 16                             | 11                              | 8                         | 25                              | 11                             | 6                          | 6                               | 6                        | 6       | 6       | 6       | 6       | 6       | 6       | 6       | 6       | 6       | 6       | 111    | 111    | 111    | 111    | 111    | 111    | 111    | 111    | 111    | 111    | 111    | 111    | 111    |        |        |        |
| Sezon 2004                   |                                |                                |                                 |                                |                                 |                           |                                 |                                |                            |                                 |                          |         |         |         |         |         |         |         |         |         |         |        |        |        |        |        |        |        |        |        |        |        |        |        |        |        |        |
| GP Szwecji – Sztokholm       | GP Czech – Praga               | GP Europy – Wrocław            | GP Wielkiej Brytanii – Cardiff  | GP Danii – Kopenhaga           | GP Skandynawii – Göteborg       | GP Słowenii – Krško       | GP Polski – Bydgoszcz           | GP Norwegii – Hamar            | miejsce                    | miejsce                         | miejsce                  | miejsce | miejsce | miejsce | miejsce | miejsce | miejsce | miejsce | miejsce | miejsce | miejsce | punkty | punkty | punkty | punkty | punkty | punkty | punkty | punkty | punkty | punkty | punkty | punkty | punkty |        |        |        |
| 16                           | 13                             | 7                              | 11                              | 6                              | 11                              | 6                         | 25                              | 18                             | 6                          | 6                               | 6                        | 6       | 6       | 6       | 6       | 6       | 6       | 6       | 6       | 6       | 6       | 113    | 113    | 113    | 113    | 113    | 113    | 113    | 113    | 113    | 113    | 113    | 113    | 113    |        |        |        |
| Sezon 2005                   |                                |                                |                                 |                                |                                 |                           |                                 |                                |                            |                                 |                          |         |         |         |         |         |         |         |         |         |         |        |        |        |        |        |        |        |        |        |        |        |        |        |        |        |        |
| GP Europy – Wrocław          | GP Szwecji – Eskilstuna        | GP Słowenii – Krško            | GP Wielkiej Brytanii – Cardiff  | GP Danii – Kopenhaga           | GP Czech – Praga                | GP Skandynawii – Målilla  | GP Polski – Bydgoszcz           | GP Włoch – Lonigo              | miejsce                    | miejsce                         | miejsce                  | miejsce | miejsce | miejsce | miejsce | miejsce | miejsce | miejsce | miejsce | miejsce | miejsce | punkty | punkty | punkty | punkty | punkty | punkty | punkty | punkty | punkty | punkty | punkty | punkty | punkty |        |        |        |
| 6                            | 6                              | 10                             | 8                               | 6                              | 9                               | 9                         | 25                              | 4                              | 7                          | 7                               | 7                        | 7       | 7       | 7       | 7       | 7       | 7       | 7       | 7       | 7       | 7       | 83     | 83     | 83     | 83     | 83     | 83     | 83     | 83     | 83     | 83     | 83     | 83     | 83     |        |        |        |
| Sezon 2006                   |                                |                                |                                 |                                |                                 |                           |                                 |                                |                            |                                 |                          |         |         |         |         |         |         |         |         |         |         |        |        |        |        |        |        |        |        |        |        |        |        |        |        |        |        |
| GP Słowenii – Krško          | GP Europy – Wrocław            | GP Szwecji – Eskilstuna        | GP Wielkiej Brytanii – Cardiff  | GP Danii – Kopenhaga           | GP Włoch – Lonigo               | GP Skandynawii – Målilla  | GP Czech – Praga                | GP Łotwy – Dyneburg            | GP Polski – Bydgoszcz      | miejsce                         | miejsce                  | miejsce | miejsce | miejsce | miejsce | miejsce | miejsce | miejsce | miejsce | miejsce | miejsce | punkty | punkty | punkty | punkty | punkty | punkty | punkty | punkty | punkty | punkty | punkty | punkty |        |        |        |        |
| 18                           | 9                              | 18                             | 7                               | 3                              | 7                               | 4                         | 6                               | 4                              | 18                         | 8                               | 8                        | 8       | 8       | 8       | 8       | 8       | 8       | 8       | 8       | 8       | 8       | 94     | 94     | 94     | 94     | 94     | 94     | 94     | 94     | 94     | 94     | 94     | 94     |        |        |        |        |
| Sezon 2007                   |                                |                                |                                 |                                |                                 |                           |                                 |                                |                            |                                 |                          |         |         |         |         |         |         |         |         |         |         |        |        |        |        |        |        |        |        |        |        |        |        |        |        |        |        |
| GP Włoch – Lonigo            | GP Europy – Wrocław            | GP Szwecji – Eskilstuna        | GP Danii – Kopenhaga            | GP Wielkiej Brytanii – Cardiff | GP Czech – Praga                | GP Skandynawii – Målilla  | GP Łotwy – Dyneburg             | GP Polski – Bydgoszcz          | GP Słowenii – Krško        | GP Niemiec – Gelsenkirchen      | miejsce                  | miejsce | miejsce | miejsce | miejsce | miejsce | miejsce | miejsce | miejsce | miejsce | miejsce | punkty | punkty | punkty | punkty | punkty | punkty | punkty | punkty | punkty | punkty | punkty |        |        |        |        |        |
| 10                           | 3                              | 9                              | 11                              | 3                              | 1                               | 19                        | 14                              | 21                             | 10                         | 7                               | 4                        | 4       | 4       | 4       | 4       | 4       | 4       | 4       | 4       | 4       | 4       | 108    | 108    | 108    | 108    | 108    | 108    | 108    | 108    | 108    | 108    | 108    |        |        |        |        |        |
| Sezon 2008                   |                                |                                |                                 |                                |                                 |                           |                                 |                                |                            |                                 |                          |         |         |         |         |         |         |         |         |         |         |        |        |        |        |        |        |        |        |        |        |        |        |        |        |        |        |
| GP Słowenii – Krško          | GP Europy – Leszno             | GP Szwecji – Göteborg          | GP Danii – Kopenhaga            | GP Wielkiej Brytanii – Cardiff | GP Czech – Praga                | GP Skandynawii – Målilla  | GP Łotwy – Dyneburg             | GP Polski – Bydgoszcz          | GP Włoch – Lonigo          | GP Finał – Bydgoszcz            | miejsce                  | miejsce | miejsce | miejsce | miejsce | miejsce | miejsce | miejsce | miejsce | miejsce | miejsce | punkty | punkty | punkty | punkty | punkty | punkty | punkty | punkty | punkty | punkty | punkty |        |        |        |        |        |
| 19                           | 12                             | 8                              | 19                              | 4                              | 12                              | 8                         | 16                              | 20                             | 9                          | 21                              |                          |         |         |         |         |         |         |         |         |         |         | 148    | 148    | 148    | 148    | 148    | 148    | 148    | 148    | 148    | 148    | 148    |        |        |        |        |        |
| Sezon 2009                   |                                |                                |                                 |                                |                                 |                           |                                 |                                |                            |                                 |                          |         |         |         |         |         |         |         |         |         |         |        |        |        |        |        |        |        |        |        |        |        |        |        |        |        |        |
| GP Czech – Praga             | GP Europy – Leszno             | GP Szwecji – Göteborg          | GP Danii – Kopenhaga            | GP Wielkiej Brytanii – Cardiff | GP Łotwy – Dyneburg             | GP Skandynawii – Målilla  | GP Nordyckie – Vojens           | GP Słowenii – Krško            | GP Włoch – Terenzano       | GP Polski – Bydgoszcz           | miejsce                  | miejsce | miejsce | miejsce | miejsce | miejsce | miejsce | miejsce | miejsce | miejsce | miejsce | punkty | punkty | punkty | punkty | punkty | punkty | punkty | punkty | punkty | punkty | punkty |        |        |        |        |        |
| 7                            | 17                             | 7                              | 13                              | 9                              | 16                              | 22                        | 7                               | 12                             | 23                         | 11                              |                          |         |         |         |         |         |         |         |         |         |         | 144    | 144    | 144    | 144    | 144    | 144    | 144    | 144    | 144    | 144    | 144    |        |        |        |        |        |
| Sezon 2010                   |                                |                                |                                 |                                |                                 |                           |                                 |                                |                            |                                 |                          |         |         |         |         |         |         |         |         |         |         |        |        |        |        |        |        |        |        |        |        |        |        |        |        |        |        |
| GP Europy – Leszno           | GP Szwecji – Göteborg          | GP Czech – Praga               | GP Danii – Kopenhaga            | GP Polski – Toruń              | GP Wielkiej Brytanii – Cardiff  | GP Skandynawii – Målilla  | GP Chorwacji – Gorican          | GP Nordyckie – Vojens          | GP Włoch – Terenzano       | GP Polski – Bydgoszcz           | miejsce                  | miejsce | miejsce | miejsce | miejsce | miejsce | miejsce | miejsce | miejsce | miejsce | miejsce | punkty | punkty | punkty | punkty | punkty | punkty | punkty | punkty | punkty | punkty | punkty |        |        |        |        |        |
| 6                            | 16                             | 17                             | 15                              | 24                             | 12                              | 17                        | 10                              | 24                             | 22                         | 3                               |                          |         |         |         |         |         |         |         |         |         |         | 166    | 166    | 166    | 166    | 166    | 166    | 166    | 166    | 166    | 166    | 166    |        |        |        |        |        |
| Sezon 2011                   |                                |                                |                                 |                                |                                 |                           |                                 |                                |                            |                                 |                          |         |         |         |         |         |         |         |         |         |         |        |        |        |        |        |        |        |        |        |        |        |        |        |        |        |        |
| GP Europy – Leszno           | GP Szwecji – Göteborg          | GP Czech – Praga               | GP Danii – Kopenhaga            | GP Wielkiej Brytanii – Cardiff | GP Włoch – Terenzano            | GP Skandynawii – Målilla  | GP Polski – Toruń               | GP Nordyckie – Vojens          | GP Chorwacji – Gorican     | GP Polski – Gorzów Wielkopolski | miejsce                  | miejsce | miejsce | miejsce | miejsce | miejsce | miejsce | miejsce | miejsce | miejsce | miejsce | punkty | punkty | punkty | punkty | punkty | punkty | punkty | punkty | punkty | punkty | punkty |        |        |        |        |        |
| 18                           | 6                              | 17                             | 20                              | 7                              | 5                               | 3                         | 12                              | 5                              | 5                          | 8                               | 5                        | 5       | 5       | 5       | 5       | 5       | 5       | 5       | 5       | 5       | 5       | 106    | 106    | 106    | 106    | 106    | 106    | 106    | 106    | 106    | 106    | 106    |        |        |        |        |        |
| Sezon 2012                   |                                |                                |                                 |                                |                                 |                           |                                 |                                |                            |                                 |                          |         |         |         |         |         |         |         |         |         |         |        |        |        |        |        |        |        |        |        |        |        |        |        |        |        |        |
| GP Nowej Zelandii – Auckland | GP Europy – Leszno             | GP Czech – Praga               | GP Szwecji – Göteborg           | GP Danii – Kopenhaga           | GP Polski – Gorzów Wielkopolski | GP Chorwacji – Gorican    | GP Włoch – Terenzano            | GP Wielkiej Brytanii – Cardiff | GP Skandynawii – Målilla   | GP Nordyckie – Vojens           | GP Polski – Toruń        | miejsce | miejsce | miejsce | miejsce | miejsce | miejsce | miejsce | miejsce | miejsce | miejsce | punkty | punkty | punkty | punkty | punkty | punkty | punkty | punkty | punkty | punkty |        |        |        |        |        |        |
| 15                           | 16                             | 12                             | 6                               | 3                              | 12                              | 13                        | 6                               | 10                             | 21                         | 7                               | 21                       | 4       | 4       | 4       | 4       | 4       | 4       | 4       | 4       | 4       | 4       | 142    | 142    | 142    | 142    | 142    | 142    | 142    | 142    | 142    | 142    |        |        |        |        |        |        |
| Sezon 2013                   |                                |                                |                                 |                                |                                 |                           |                                 |                                |                            |                                 |                          |         |         |         |         |         |         |         |         |         |         |        |        |        |        |        |        |        |        |        |        |        |        |        |        |        |        |
| GP Nowej Zelandii – Auckland | GP Europy – Bydgoszcz          | GP Szwecji – Göteborg          | GP Czech – Praga                | GP Wielkiej Brytanii – Cardiff | GP Polski – Gorzów Wielkopolski | GP Danii – Kopenhaga      | GP Włoch – Terenzano            | GP Łotwy – Dyneburg            | GP Słowenii – Krško        | GP Skandynawii – Sztokholm      | GP Polski – Toruń        | miejsce | miejsce | miejsce | miejsce | miejsce | miejsce | miejsce | miejsce | miejsce | miejsce | punkty | punkty | punkty | punkty | punkty | punkty | punkty | punkty | punkty | punkty |        |        |        |        |        |        |
| 15                           | 16                             | 9                              | 3                               | 5                              | 4                               | 10                        | 6                               | 5                              | 16                         | 0                               | –                        | 9       | 9       | 9       | 9       | 9       | 9       | 9       | 9       | 9       | 9       | 89     | 89     | 89     | 89     | 89     | 89     | 89     | 89     | 89     | 89     |        |        |        |        |        |        |
| Sezon 2015                   |                                |                                |                                 |                                |                                 |                           |                                 |                                |                            |                                 |                          |         |         |         |         |         |         |         |         |         |         |        |        |        |        |        |        |        |        |        |        |        |        |        |        |        |        |
| GP Polski – Warszawa         | GP Finlandii – Tampere         | GP Czech – Praga               | GP Wielkiej Brytanii – Cardiff  | GP Łotwy – Dyneburg            | GP Szwecji – Målilla            | GP Danii – Horsens        | GP Polski – Gorzów Wielkopolski | GP Słowenii – Krško            | GP Skandynawii – Sztokholm | GP Polski – Toruń               | GP Australii – Melbourne | miejsce | miejsce | miejsce | miejsce | miejsce | miejsce | miejsce | miejsce | miejsce | miejsce | punkty | punkty | punkty | punkty | punkty | punkty | punkty | punkty | punkty | punkty |        |        |        |        |        |        |
| 4                            | –                              | –                              | –                               | –                              | –                               | –                         | –                               | –                              | –                          | –                               | –                        | 23      | 23      | 23      | 23      | 23      | 23      | 23      | 23      | 23      | 23      | 4      | 4      | 4      | 4      | 4      | 4      | 4      | 4      | 4      | 4      |        |        |        |        |        |        |

| Statystyki        | Statystyki |
| ----------------- | ---------- |
| Starty            | 164        |
| Zwycięstwa        | 22         |
| Miejsca na podium | 53         |
| Finalista         | 65         |
| Punkty            | 1981       |

## Mistrzostwa Świata i Europy

### Indywidualne Mistrzostwa Świata (Finały jednodniowe)
| Sezon | Dzień       | Miejscowość | Miejsce | Punkty | Biegi     | Klub              | Zwycięzca        |
| ----- | ----------- | ----------- | ------- | ------ | --------- | ----------------- | ---------------- |
| 1993  | 29 sierpnia | Pocking     | 7       | 8      | 1,3,2,2,0 | Polonia Bydgoszcz | Sam Ermolenko    |
| 1994  | 20 sierpnia | Vojens      | 16      | 0      | 0,0,u,-,- | Polonia Bydgoszcz | Tony Rickardsson |

### Indywidualne Mistrzostwa Europy
| Sezon 2013         |                      |                    |                                |         |         |         |         |         |         |         |         |         |         |         |         |         |         |        |        |        |        |        |        |        |        |        |        |        |        |        |        |
| Finał #1 – Gdańsk  | Finał #2 – Togliatti | Finał #3 – Gorican | Finał #4 – Rzeszów             | miejsce | miejsce | miejsce | miejsce | miejsce | miejsce | miejsce | miejsce | miejsce | miejsce | miejsce | miejsce | miejsce | miejsce | punkty | punkty | punkty | punkty | punkty | punkty | punkty | punkty | punkty | punkty | punkty | punkty | punkty | punkty |
| 13                 | 9                    | 10                 | –                              | 7       | 7       | 7       | 7       | 7       | 7       | 7       | 7       | 7       | 7       | 7       | 7       | 7       | 7       | 32     | 32     | 32     | 32     | 32     | 32     | 32     | 32     | 32     | 32     | 32     | 32     | 32     | 32     |
| Sezon 2014         |                      |                    |                                |         |         |         |         |         |         |         |         |         |         |         |         |         |         |        |        |        |        |        |        |        |        |        |        |        |        |        |        |
| Finał #1 – Güstrow | Finał #2 – Togliatti | Finał #3 – Holsted | Finał #4 – Częstochowa         | miejsce | miejsce | miejsce | miejsce | miejsce | miejsce | miejsce | miejsce | miejsce | miejsce | miejsce | miejsce | miejsce | miejsce | punkty | punkty | punkty | punkty | punkty | punkty | punkty | punkty | punkty | punkty | punkty | punkty | punkty | punkty |
| 9                  | 4                    | 5                  | 9                              | 9       | 9       | 9       | 9       | 9       | 9       | 9       | 9       | 9       | 9       | 9       | 9       | 9       | 9       | 27     | 27     | 27     | 27     | 27     | 27     | 27     | 27     | 27     | 27     | 27     | 27     | 27     | 27     |
| Sezon 2015         |                      |                    |                                |         |         |         |         |         |         |         |         |         |         |         |         |         |         |        |        |        |        |        |        |        |        |        |        |        |        |        |        |
| Finał #1 – Toruń   | Finał #2 – Landshut  | Finał #3 – Kumla   | Finał #4 – Ostrów Wielkopolski | miejsce | miejsce | miejsce | miejsce | miejsce | miejsce | miejsce | miejsce | miejsce | miejsce | miejsce | miejsce | miejsce | miejsce | punkty | punkty | punkty | punkty | punkty | punkty | punkty | punkty | punkty | punkty | punkty | punkty | punkty | punkty |
| 6                  | 12                   |                    |                                | 4       | 4       | 4       | 4       | 4       | 4       | 4       | 4       | 4       | 4       | 4       | 4       | 4       | 4       | 18     | 18     | 18     | 18     | 18     | 18     | 18     | 18     | 18     | 18     | 18     | 18     | 18     | 18     |

### Indywidualne Mistrzostwa Świata Juniorów
| Sezon | Dzień       | Miejscowość   | Miejsce | Punkty | Biegi     | Klub              | Zwycięzca   |
| ----- | ----------- | ------------- | ------- | ------ | --------- | ----------------- | ----------- |
| 1992  | 23 sierpnia | Pfaffenhoffen | 5       | 10     | 1,2,1,3,3 | Polonia Bydgoszcz | Leigh Adams |

### Indywidualny Puchar Europy
| Sezon | Dzień   | Miejscowość | Miejsce | Punkty | Biegi     | Klub              | Zwycięzca |
| ----- | ------- | ----------- | ------- | ------ | --------- | ----------------- | --------- |
| 1993  | 19 maja | Tampere     |         | 13+3   | 2,2,3,3,3 | Polonia Bydgoszcz | –         |

### Mistrzostwa Świata Par
| Sezon | Dzień      | Miejscowość | Miejsce | Punkty | Biegi       | Klub              | Zwycięzca |
| ----- | ---------- | ----------- | ------- | ------ | ----------- | ----------------- | --------- |
| 1993  | 1 sierpnia | Vojens      | 5       | 15     | 3,2,2,2,3,3 | Polonia Bydgoszcz | Szwecja   |

### Drużynowe Mistrzostwa Świata
| Sezon | Dzień       | Miejscowość  | Miejsce | Punkty | Biegi       | Klub              | Zwycięzca |
| ----- | ----------- | ------------ | ------- | ------ | ----------- | ----------------- | --------- |
| 1994  | 18 września | Brokstedt    |         | 16     | 3,3,1,3,3,3 | Polonia Bydgoszcz | Szwecja   |
| 1995  | 24 września | Bydgoszcz    | 6       | 12     | 1,2,3,w,3,3 | Polonia Bydgoszcz | Dania     |
| 1996  | 15 września | Diedenbergen |         | 15     | 3,2,2,3,2,3 | Polonia Bydgoszcz | –         |
| 1997  | 13 września | Piła         |         | 13     | 2,2,2,2,2,3 | Polonia Bydgoszcz | Dania     |
| 1998  | 11 września | Vojens       | 4       | 15     | 1,3,3,3,2,3 | Polonia Bydgoszcz | USA       |

### Drużynowy Puchar Świata
| Sezon | Dzień       | Miejscowość         | Miejsce                  | Punkty                   | Biegi                    | Klub                     | Zwycięzca |
| ----- | ----------- | ------------------- | ------------------------ | ------------------------ | ------------------------ | ------------------------ | --------- |
| 2001  | 7 lipca     | Wrocław             |                          | 27                       | 3,4,8!,4,4,4             | Polonia Bydgoszcz        | Australia |
| 2002  | 10 sierpnia | Peterborough        | 4                        | 17                       | 4,4,4,2,2!,1             | Polonia Bydgoszcz        | Australia |
| 2003  | 9 sierpnia  | Vojens              | 4                        | 20                       | 2,3,2,3,6!,4             | Polonia Bydgoszcz        | Szwecja   |
| 2004  | 7 sierpnia  | Poole               | 4                        | 1                        | 0,u,0,0,1                | Unia Tarnów              | Szwecja   |
| 2005  | 6 sierpnia  | Wrocław             |                          | 14                       | 3,3,2,3,3                | Unia Tarnów              | –         |
| 2006  | 22 lipca    | Reading             | 5. (2. miejsce w barażu) | 5. (2. miejsce w barażu) | 5. (2. miejsce w barażu) | Unia Tarnów              | Dania     |
| 2007  | 21 lipca    | Leszno              |                          | 12                       | 3,3,3,0,3                | Unia Tarnów              | –         |
| 2008  | 19 lipca    | Vojens              |                          | 14                       | 3,2,2,3,4!               | Stal Gorzów Wielkopolski | Dania     |
| 2009  | 19 lipca    | Leszno              |                          | 6                        | 1,2,0,0,3                | Stal Gorzów Wielkopolski | –         |
| 2010  | 31 lipca    | Vojens              |                          | 12                       | w,3,3,3,3                | Stal Gorzów Wielkopolski | –         |
| 2011  | 21 lipca    | Gorzów Wielkopolski |                          | 17                       | 1,3,6!,3,1,3             | Stal Gorzów Wielkopolski | –         |
| 2012  | 14 lipca    | Målilla             | 5. (2. miejsce w barażu) | 5. (2. miejsce w barażu) | 5. (2. miejsce w barażu) | Stal Gorzów Wielkopolski | Dania     |

### Klubowy Puchar Europy
| Sezon | Dzień          | Miejscowość  | Miejsce | Punkty | Biegi     | Klub              | Zwycięzca |
| ----- | -------------- | ------------ | ------- | ------ | --------- | ----------------- | --------- |
| 1998  | 1 października | Bydgoszcz    |         | 14     | 3,2,3,3,3 | Polonia Bydgoszcz | –         |
| 1999  | 11 września    | Diedenbergen |         | 15     | 3,3,3,3,3 | Polonia Bydgoszcz | –         |
| 2001  | 16 września    | Dyneburg     |         | 11     | w,2,3,3,3 | Polonia Bydgoszcz | –         |
| 2006  | 3 września     | Tarnów       |         | 15     | 3,3,3,3,3 | Unia Tarnów       | –         |

## Mistrzostwa Polski

### Drużynowe Mistrzostwa Polski
| Sezon | Klub                     | Miejsce | Średnia biegowa | Liga       | Zwycięzca                    |
| ----- | ------------------------ | ------- | --------------- | ---------- | ---------------------------- |
| 1988  | Polonia Bydgoszcz        |         | 1,417           | I Liga     | Unia Leszno                  |
| 1989  | Wybrzeże Gdańsk          | 9.      | 2,127           | I Liga     | Unia Leszno                  |
| 1990  | Polonia Bydgoszcz        |         | 2,420           | I Liga     | Apator Toruń                 |
| 1991  | Polonia Bydgoszcz        | 5       | 2,268           | I Liga     | Falubaz Zielona Góra         |
| 1992  | Polonia Bydgoszcz        |         | 2,630           | I Liga     | –                            |
| 1993  | Polonia Bydgoszcz        |         | 2,713           | I Liga     | Sparta Wrocław               |
| 1994  | Polonia Bydgoszcz        | 8.      | 2,604           | I Liga     | Sparta Wrocław               |
| 1995  | Polonia Bydgoszcz        |         | 2,684           | I Liga     | Sparta Wrocław               |
| 1996  | Polonia Bydgoszcz        | 6.      | 2,614           | I Liga     | Włókniarz Częstochowa        |
| 1997  | Polonia Bydgoszcz        |         | 2,748           | I Liga     | –                            |
| 1998  | Polonia Bydgoszcz        |         | 2,816           | I Liga     | –                            |
| 1999  | Polonia Bydgoszcz        | 4.      | 2,762           | I Liga     | Polonia Piła                 |
| 2000  | Polonia Bydgoszcz        |         | 2,766           | Ekstraliga | –                            |
| 2001  | Polonia Bydgoszcz        |         | 2,573           | Ekstraliga | Apator Toruń                 |
| 2002  | Polonia Bydgoszcz        |         | 2,440           | Ekstraliga | –                            |
| 2003  | Polonia Bydgoszcz        |         | 2,534           | Ekstraliga | Włókniarz Częstochowa        |
| 2004  | Unia Tarnów              |         | 2,465           | Ekstraliga | –                            |
| 2005  | Unia Tarnów              |         | 2,440           | Ekstraliga | –                            |
| 2006  | Unia Tarnów              | 4.      | 2,293           | Ekstraliga | Sparta Wrocław               |
| 2007  | Unia Tarnów              | 6.      | 2,310           | Ekstraliga | Unia Leszno                  |
| 2008  | Stal Gorzów Wielkopolski | 6.      | 2,390           | Ekstraliga | Apator Toruń                 |
| 2009  | Stal Gorzów Wielkopolski | 6.      | 2,254           | Ekstraliga | Falubaz Zielona Góra         |
| 2010  | Stal Gorzów Wielkopolski | 6.      | 2,657           | Ekstraliga | Unia Leszno                  |
| 2011  | Stal Gorzów Wielkopolski |         | 2,417           | Ekstraliga | Falubaz Zielona Góra         |
| 2012  | Stal Gorzów Wielkopolski |         | 1,814           | Ekstraliga | Unia Tarnów                  |
| 2013  | Unibax Toruń             |         | 2,154           | Ekstraliga | Stelmet Falubaz Zielona Góra |
| 2014  | Unibax Toruń             | 5.      | 1,741           | Ekstraliga | Stal Gorzów Wielkopolski     |
| 2015  | Mr Garden GKM Grudziądz  | 8.      | 1,611           | Ekstraliga | Unia Leszno                  |
| 2016  | MrGarden GKM Grudziądz   | 5.      | 1,816           | Ekstraliga | Stal Gorzów Wielkopolski     |

### Drużynowe Mistrzostwa Polski – Sezon Zasadniczy Najwyższej Klasy Rozgrywkowej[19]
| Sezon | Klub                        | Miejsce | Liga       | Średnia/bg | Średnia/mc  | Pkt       | Bonusy | Razem     | Komplety         | Biegi  | Mecze |
| ----- | --------------------------- | ------- | ---------- | ---------- | ----------- | --------- | ------ | --------- | ---------------- | ------ | ----- |
| 1988  | Polonia Bydgoszcz           |         | I Liga     | 1,417      | 2,200       | 11 (86)   | 6      | 17 (84)   | 0                | 12     | 5     |
| 1989  | Wybrzeże Gdańsk             | 9       | I Liga     | 2,127 (13) | 10,769 (11) | 140 (22)  | 11     | 151 (23)  | 1 – (1 pł.)      | 71     | 13    |
| 1990  | Polonia Bydgoszcz           |         | I Liga     | 2,421 (2)  | 12,643 (3)  | 177 (1)   | 7      | 184 (1)   | 4 – (3 pł.)      | 76     | 14    |
| 1991  | Polonia Bydgoszcz           | 5       | I Liga     | 2,268 (7)  | 10,857 (7)  | 152 (3)   | 9      | 161 (3)   | 3 – (1 pł.)      | 71     | 14    |
| 1992  | Polonia Bydgoszcz           |         | I Liga     | 2,625 (2)  | 12,806 (5)  | 230,5 (1) | 11     | 241,5 (1) | 6 (1) – (2 pł.)  | 92 (1) | 18    |
| 1993  | Polonia-Jutrzenka Bydgoszcz |         | I Liga     | 2,713 (3)  | 13,722 (3)  | 247 (1)   | 8      | 255 (1)   | 9 (1) – (1 pł.)  | 94     | 18    |
| 1994  | Polonia-Jutrzenka Bydgoszcz | 8       | I Liga     | 2,577 (1)  | 13,167 (2)  | 237 (1)   | 13     | 250 (1)   | 4 (1) – (4 pł.)  | 97 (1) | 18    |
| 1995  | Polonia-Jutrzenka Bydgoszcz |         | I Liga     | 2,684 (2)  | 13,667 (2)  | 246 (1)   | 9      | 255 (1)   | 11 (1) – (6 pł.) | 95 (1) | 18    |
| 1996  | Polonia-Jutrzenka Bydgoszcz | 6       | I Liga     | 2,714 (2)  | 14,444 (1)  | 260 (1)   | 6      | 266 (1)   | 6 – (2 pł.)      | 98     | 18    |
| 1997  | Jutrzenka-Polonia Bydgoszcz |         | I Liga     | 2,726 (1)  | 13,500 (2)  | 243 (1)   | 16     | 259 (1)   | 10 (1) – (7 pł.) | 95     | 18    |
| 1998  | Jutrzenka-Polonia Bydgoszcz |         | I Liga     | 2,796 (1)  | 14,000 (1)  | 252 (1)   | 8      | 260 (1)   | 9 (1) – (4 pł.)  | 93     | 18    |
| 1999  | Jutrzenka-Polonia Bydgoszcz | 4       | I Liga     | 2,747 (1)  | 14,167 (1)  | 255 (1)   | 6      | 261 (1)   | 8 (1) – (1 pł.)  | 95     | 18    |
| 2000  | Polonia Bydgoszcz           |         | Esktraliga | 2,833 (1)  | 14,286 (1)  | 200 (1)   | 4      | 204 (1)   | 8 (1) – (2 pł.)  | 72     | 14    |
| 2001  | Bractwo-Polonia Bydgoszcz   |         | Esktraliga | 2,606 (1)  | 12,857 (2)  | 180 (1)   | 5      | 185 (1)   | 2 (1)            | 71     | 14    |
| 2002  | Point S-Polonia Bydgoszcz   |         | Esktraliga | 2,391 (4)  | 10,857 (6)  | 152 (4)   | 13     | 165 (4)   | 3 – (2 pł.)      | 69     | 14    |
| 2003  | Plusssz-Polonia Bydgoszcz   |         | Esktraliga | 2,529 (1)  | 12,143 (2)  | 170 (1)   | 7      | 177 (1)   | 3 (1) – (1 pł.)  | 70     | 14    |
| 2004  | Unia Tarnów                 |         | Esktraliga | 2,485 (4)  | 11,692 (6)  | 152 (7)   | 12     | 164 (7)   | 1 – (1 pł.)      | 66     | 13    |
| 2005  | Unia Tarnów                 |         | Esktraliga | 2,431 (2)  | 11,929 (5)  | 167 (4)   | 8      | 175 (2)   | 3(1) – (3 pł.)   | 72     | 14    |
| 2006  | Unia Tarnów                 | 4       | Esktraliga | 2,284 (6)  | 10,286 (8)  | 144 (7)   | 9      | 153 (7)   | 2 – (1 pł.)      | 67     | 14    |
| 2007  | Unia Tarnów                 | 6       | Esktraliga | 2,342 (3)  | 11,714 (3)  | 164 (3)   | 7      | 171 (3)   | 1 – (1 pł.)      | 73     | 14    |
| 2008  | Caelum-Stal Gorzów Wlkp     | 6       | Esktraliga | 2,432 (4)  | 12,143 (4)  | 170 (3)   | 10     | 180 (3)   | 1                | 74     | 14    |
| 2009  | Caelum-Stal Gorzów Wlkp     | 6       | Esktraliga | 2,254 (4)  | 10,643 (6)  | 149 (5)   | 11     | 160 (5)   | 0                | 71     | 14    |
| 2010  | Caelum-Stal Gorzów Wlkp     | 6       | Esktraliga | 2,671 (1)  | 12,929 (1)  | 181 (1)   | 6      | 187 (1)   | 5 (1) – (2 pł.)  | 70     | 14    |
| 2011  | Caelum-Stal Gorzów Wlkp     |         | Esktraliga | 2,453 (2)  | 12,714 (3)  | 178 (3)   | 6      | 184 (3)   | 1 – (1 pł.)      | 75     | 14    |
| 2012  | Stal Gorzów Wlkp            |         | Esktraliga | 1,904 (23) | 8,000 (28)  | 144 (24)  | 14     | 158 (23)  | 0                | 83     | 18    |
| 2013  | Unibax Toruń                |         | Esktraliga | 2,120 (12) | 11,111 (6)  | 200 (4)   | 12     | 212 (4)   | 0                | 100    | 18    |
| 2014  | Unibax Toruń                | 5       | Esktraliga | 1,741 (28) | 6,571 (31)  | 92 (24)   | 9      | 101 (26)  | 0                | 58     | 14    |
| 2015  | MrGarden GKM Grudziądz      | 8.      | Esktraliga | 1,611 (29) | 7,643 (26)  | 107 (26)  | 9      | 116 (26)  | 0                | 72     | 14    |
| 2016  | MrGarden GKM Grudziądz      | 5.      | Esktraliga | 1,816 (22) | 6,583 (31)  | 79 (34)   | 10     | 89 (35)   | 0                | 49     | 12    |

W nawiasie miejsce w danej kategorii (przy założeniu, że zawodnik odjechał minimum 50% spotkań w danym sezonie)
Podsumowanie
| Sezony | Średnia/bg | Średnia/mc | Pkt        | Bonusy | Razem      | Komplety           | Biegi    | Mecze   |
| ------ | ---------- | ---------- | ---------- | ------ | ---------- | ------------------ | -------- | ------- |
| 29 (1) | 2,370      | 11,381     | 5079,5 (1) | 262    | 5341,5 (1) | 101 (1) – (47 pł.) | 2201 (1) | 433 (1) |

W nawiasie miejsce w danej kategorii biorąc pod uwagę wszystkich zawodników kiedykolwiek startujących w najwyższej klasie rozgrywkowej w sezonie zasadniczym w Polsce.

### Indywidualne Mistrzostwa Polski
| Sezon | Dzień           | Miejscowość  | Miejsce | Punkty | Biegi     | Klub                     | Zwycięzca          |
| ----- | --------------- | ------------ | ------- | ------ | --------- | ------------------------ | ------------------ |
| 1989  | 15 października | Leszno       |         | 12+2   | 1,2,3,3,3 | Wybrzeże Gdańsk          | Wojciech Załuski   |
| 1990  | 15 sierpnia     | Lublin       |         | 12     | 2,3,2,2,3 | Polonia Bydgoszcz        | Zenon Kasprzak     |
| 1991  | 15 sierpnia     | Toruń        | 4       | 9      | 3,w,3,1,2 | Polonia Bydgoszcz        | Sławomir Drabik    |
| 1992  | 6 września      | Zielona Góra |         | 14     | 3,3,2,3,3 | Polonia Bydgoszcz        | –                  |
| 1993  | 19 września     | Bydgoszcz    |         | 15     | 3,3,3,3,3 | Polonia Bydgoszcz        | –                  |
| 1994  | 8 października  | Wrocław      |         | 14     | 3,3,2,3,3 | Polonia Bydgoszcz        | –                  |
| 1995  | 16 lipca        | Wrocław      |         | 14+3   | 3,3,2,3,3 | Polonia Bydgoszcz        | –                  |
| 1996  | 15 sierpnia     | Warszawa     | 4       | 11     | 3,2,u,3,3 | Polonia Bydgoszcz        | Sławomir Drabik    |
| 1997  | 15 sierpnia     | Częstochowa  |         | 11     | 3,u,3,2,3 | Polonia Bydgoszcz        | Jacek Krzyżaniak   |
| 1998  | 15 sierpnia     | Bydgoszcz    |         | 13     | 3,2,2,3,3 | Polonia Bydgoszcz        | Jacek Gollob       |
| 1999  | 20 sierpnia     | Bydgoszcz    |         | 14+w   | 3,3,3,2,3 | Polonia Bydgoszcz        | Piotr Protasiewicz |
| 2001  | 15 sierpnia     | Bydgoszcz    |         | 14     | 3,2,3,3,3 | Polonia Bydgoszcz        | –                  |
| 2002  | 15 sierpnia     | Toruń        |         | 11     | 2,3,3,3   | Polonia Bydgoszcz        | –                  |
| 2003  | 15 sierpnia     | Bydgoszcz    |         | 14     | 3,3,2,3,3 | Polonia Bydgoszcz        | Rune Holta         |
| 2004  | 15 sierpnia     | Częstochowa  | 6       | 9      | d,2,3,3,1 | Unia Tarnów              | Grzegorz Walasek   |
| 2005  | 15 sierpnia     | Tarnów       |         | 14     | 3,3,3,2,3 | Unia Tarnów              | Janusz Kołodziej   |
| 2006  | 15 sierpnia     | Tarnów       |         | 13     | 3,2,3,2,3 | Unia Tarnów              | –                  |
| 2007  | 15 sierpnia     | Wrocław      |         | 11+3   | 2,1,2,3,3 | Unia Tarnów              | Rune Holta         |
| 2008  | 9 sierpnia      | Leszno       | 4       | 11     | 3,2,1,3,2 | Stal Gorzów Wielkopolski | Adam Skórnicki     |
| 2009  | 25 lipca        | Toruń        |         | 13     | 3,1,3,3,3 | Stal Gorzów Wielkopolski | –                  |

### Młodzieżowe Indywidualne Mistrzostwa Polski
| Sezon | Dzień       | Miejscowość  | Miejsce | Punkty | Biegi     | Klub              | Zwycięzca   |
| ----- | ----------- | ------------ | ------- | ------ | --------- | ----------------- | ----------- |
| 1989  | 12 września | Zielona Góra |         | 12     | 2,3,3,1,3 | Wybrzeże Gdańsk   | Piotr Świst |
| 1990  | 30 sierpnia | Bydgoszcz    |         | 15     | 3,3,3,3,3 | Polonia Bydgoszcz | –           |
| 1991  | 5 września  | Toruń        |         | 15     | 3,3,3,3,3 | Polonia Bydgoszcz | –           |
| 1992  | 30 sierpnia | Tarnów       |         | 15     | 3,3,3,3,3 | Polonia Bydgoszcz | –           |

### Mistrzostwa Polski Par Klubowych
| Sezon | Dzień       | Miejscowość         | Miejsce | Punkty | Biegi       | Klub              | Zwycięzca                |
| ----- | ----------- | ------------------- | ------- | ------ | ----------- | ----------------- | ------------------------ |
| 1990  | 13 września | Rzeszów             |         | 12     | 1,2,3,3,3   | Polonia Bydgoszcz | –                        |
| 1991  | 1 maja      | Bydgoszcz           |         | 12     | 3,3,3,2,1   | Polonia Bydgoszcz | –                        |
| 1992  | 19 maja     | Gorzów Wielkopolski |         | 14     | 2,3,2,2,2,3 | Polonia Bydgoszcz | Stal Gorzów Wielkopolski |
| 1993  | 1 maja      | Grudziądz           |         | 16     | 3,2,3,3,3,2 | Polonia Bydgoszcz | –                        |
| 1994  | 31 lipca    | Leszno              |         | 15     | 3,1,2,3,3,3 | Polonia Bydgoszcz | –                        |
| 1995  | 6 września  | Częstochowa         |         | 15     | 2,3,2,3,3,2 | Polonia Bydgoszcz | –                        |
| 1996  | 23 maja     | Gniezno             |         | 11     | 2,1,3,2,1,2 | Polonia Bydgoszcz | –                        |
| 1997  | 20 czerwca  | Bydgoszcz           |         | 12     | 2,2,-,3,3,2 | Polonia Bydgoszcz | –                        |
| 1998  | 11 lipca    | Gorzów Wielkopolski |         | 14     | 2,2,3,2,2,3 | Polonia Bydgoszcz | Stal Gorzów Wielkopolski |
| 1999  | 18 czerwca  | Leszno              |         | 16     | 3,3,2,2,3,3 | Polonia Bydgoszcz | –                        |
| 2000  | 8 września  | Wrocław             |         | 18     | 3,3,3,3,3,3 | Polonia Bydgoszcz | –                        |
| 2001  | 22 czerwca  | Piła                |         | 14     | 2,2,3,2,2,3 | Polonia Bydgoszcz | Sparta Wrocław           |
| 2002  | 28 czerwca  | Wrocław             |         | 9      | 0,1,2,2,2,2 | Polonia Bydgoszcz | –                        |
| 2003  | 1 sierpnia  | Leszno              | 4       | 12     | w,3,2,3,2,2 | Polonia Bydgoszcz | Unia Leszno              |
| 2004  | 30 lipca    | Toruń               |         | 12     | 0,3,3,-,3,3 | Unia Tarnów       | Apator Toruń             |
| 2007  | 3 sierpnia  | Częstochowa         |         | 18     | 3,3,3,3,3,3 | Unia Tarnów       | –                        |

### Młodzieżowe Mistrzostwa Polski Par Klubowych
| Sezon | Dzień      | Miejscowość         | Miejsce | Punkty | Biegi     | Klub              | Zwycięzca    |
| ----- | ---------- | ------------------- | ------- | ------ | --------- | ----------------- | ------------ |
| 1989  | 30 maja    | Gdańsk              |         | 10     | 2,2,1,2,3 | Wybrzeże Gdańsk   | –            |
| 1991  | 1 sierpnia | Gorzów Wielkopolski | 4       | 11     | –,3,3,2,3 | Polonia Bydgoszcz | Apator Toruń |

### Młodzieżowe Drużynowe Mistrzostwa Polski
| Sezon | Dzień       | Miejscowość | Miejsce | Punkty | Biegi     | Klub              | Zwycięzca            |
| ----- | ----------- | ----------- | ------- | ------ | --------- | ----------------- | -------------------- |
| 1988  | 24 września | Bydgoszcz   |         | 10     | 2,3,3,2   | Polonia Bydgoszcz | Falubaz Zielona Góra |
| 1992  | 24 września | Bydgoszcz   |         | 12     | 3,3,w,3,3 | Polonia Bydgoszcz | Apator Toruń         |

## Turnieje

### Złoty Kask
| Sezon | Dzień           | Miejscowość | Miejsce | Punkty | Biegi     | Klub              | Zwycięzca        |
| ----- | --------------- | ----------- | ------- | ------ | --------- | ----------------- | ---------------- |
| 1992  | 15 października | Wrocław     |         | 15     | 3,3,3,3,3 | Polonia Bydgoszcz | –                |
| 1994  | 4 sierpnia      | Wrocław     |         | 15     | 3,3,3,3,3 | Polonia Bydgoszcz | –                |
| 1995  | 25 sierpnia     | Wrocław     |         | 15     | 3,3,3,3,3 | Polonia Bydgoszcz | –                |
| 1996  | 27 września     | Wrocław     |         | 14+2   | 2,3,3,3,3 | Polonia Bydgoszcz | Jacek Gollob     |
| 1997  | 3 października  | Wrocław     |         | 13     | 2,3,2,3,3 | Polonia Bydgoszcz | –                |
| 1999  | 18 września     | Wrocław     | 15      | 0      | u,-,-,-,- | Polonia Bydgoszcz | Jacek Krzyżaniak |
| 2000  | 29 września     | Wrocław     |         | 14     | 3,3,3,3,2 | Polonia Bydgoszcz | –                |
| 2002  | 12 października | Wrocław     |         | 14     | 3,3,3,3,2 | Polonia Bydgoszcz | –                |
| 2006  | 8 czerwca       | Częstochowa |         | 15     | 3,3,3,3,3 | Unia Tarnów       | –                |

### Srebrny Kask
| Sezon | Dzień       | Miejscowość             | Miejsce | Punkty | Biegi     | Klub              | Zwycięzca     |
| ----- | ----------- | ----------------------- | ------- | ------ | --------- | ----------------- | ------------- |
| 1989  | 19 września | 1 Finał: Częstochowa    |         | 12     | 3,3,3,3,d | Wybrzeże Gdańsk   | Piotr Świst   |
| 1989  | 20 września | 2 Finał: Rybnik         |         | 11     | 2,3,d,3,3 | Wybrzeże Gdańsk   | Piotr Świst   |
| 1989  | –           | Razem                   |         | 23     | 12+11     | Wybrzeże Gdańsk   | Piotr Świst   |
| 1990  | 19 września | Zielona Góra            |         | 15     | 3,3,3,3,3 | Polonia Bydgoszcz | –             |
| 1991  | 17 września | 1 Finał: Świętochłowice | 4       | 10     | 3,2,3,w,2 | Polonia Bydgoszcz | Jacek Rempała |
| 1991  | 18 września | 2 Finał: Opole          | ns      | –      | –         | Polonia Bydgoszcz | Piotr Paluch  |
| 1991  | –           | Razem                   | 12      | 10     | 10+ns     | Polonia Bydgoszcz | Jacek Rempała |
| 1992  | 15 września | Grudziądz               |         | 13     | 3,3,2,3,2 | Polonia Bydgoszcz | –             |

### Brązowy Kask
| Sezon | Dzień       | Miejscowość                  | Miejsce | Punkty | Biegi     | Klub              | Zwycięzca          |
| ----- | ----------- | ---------------------------- | ------- | ------ | --------- | ----------------- | ------------------ |
| 1988  | 20 września | 1 Finał: Toruń               | 15      | 3      | w,1,0,0,2 | Polonia Bydgoszcz | Jarosław Olszewski |
| 1988  | 21 września | 2 Finał: Grudziądz           | 9       | 7      | 1,2,2,2,0 | Polonia Bydgoszcz | Jarosław Olszewski |
| 1988  | –           | Razem                        | 12      | 10     | 3+7       | Polonia Bydgoszcz | Jarosław Olszewski |
| 1989  | 12 sierpnia | 1 Finał: Gniezno             |         | 12     | 3,3,3,3,w | Wybrzeże Gdańsk   | Janusz Ślączka     |
| 1989  | 13 sierpnia | 2 Finał: Ostrów Wielkopolski |         | 12+2   | 2,3,3,1,3 | Wybrzeże Gdańsk   | Jacek Rempała      |
| 1989  | –           | Razem                        |         | 24     | 12+12     | Wybrzeże Gdańsk   | Jacek Rempała      |

### Memoriał Edwarda Jancarza
| Sezon | Dzień      | Miejscowość         | Miejsce | Punkty | Biegi     | Klub                     | Zwycięzca   |
| ----- | ---------- | ------------------- | ------- | ------ | --------- | ------------------------ | ----------- |
| 1996  | 12 maja    | Gorzów Wielkopolski | 6       | 10     | 3,2,2,3,0 | Polonia Bydgoszcz        | Leigh Adams |
| 1998  | 16 maja    | Gorzów Wielkopolski |         | 14+3   | 3,2,3,3,3 | Polonia Bydgoszcz        | –           |
| 1999  | 19 czerwca | Gorzów Wielkopolski |         | 13+3   | 3,3,3,3,1 | Polonia Bydgoszcz        | –           |
| 2008  | 21 czerwca | Gorzów Wielkopolski | 4       | 11+0   | 2,3,1,3,2 | Stal Gorzów Wielkopolski | Jason Crump |

### Memoriał Alfreda Smoczyka
| Sezon | Dzień          | Miejscowość | Miejsce | Punkty | Biegi     | Klub              | Zwycięzca       |
| ----- | -------------- | ----------- | ------- | ------ | --------- | ----------------- | --------------- |
| 1990  | 1 września     | Leszno      |         | 12+3   | 1,3,3,2,3 | Polonia Bydgoszcz | Zenon Kasprzak  |
| 1991  | 16 czerwca     | Leszno      | 8       | 7      | 1,2,2,d,2 | Polonia Bydgoszcz | Piotr Świst     |
| 1994  | 1 października | Leszno      |         | 12     | 2,3,1,3,3 | Polonia Bydgoszcz | Rafał Dobrucki  |
| 1995  | 15 lipca       | Leszno      |         | 13+3   | 3,3,3,1,3 | Polonia Bydgoszcz | –               |
| 1996  | 15 lipca       | Leszno      |         | 15     | 3,3,3,3,3 | Polonia Bydgoszcz | –               |
| 1998  | 2 sierpnia     | Leszno      |         | 15     | 3,3,3,3,3 | Polonia Bydgoszcz | –               |
| 1999  | 11 lipca       | Leszno      |         | 14+d   | 2,3,3,3,3 | Polonia Bydgoszcz | Roman Jankowski |
| 2000  | 9 października | Leszno      | 7       | 8      | 3,2,2,0,1 | Polonia Bydgoszcz | Leigh Adams     |

### Memoriał Jana Ciszewskiego
| Sezon | Dzień       | Miejscowość | Miejsce | Punkty | Biegi     | Klub              | Zwycięzca        |
| ----- | ----------- | ----------- | ------- | ------ | --------- | ----------------- | ---------------- |
| 1997  | 23 sierpnia | Chorzów     | 7       | 8      | d,1,3,2,2 | Polonia Bydgoszcz | Tommy Knudsen    |
| 1999  | 22 maja     | Rybnik      | 4       | 9+4    | 2,3,0,2,2 | Polonia Bydgoszcz | Tony Rickardsson |
| 2000  | 27 maja     | Rybnik      |         | 11+9   | 2,d,3,3,3 | Polonia Bydgoszcz | –                |
| 2001  | 2 czerwca   | Rybnik      |         | 13+9   | 3,3,2,2,3 | Polonia Bydgoszcz | –                |
| 2002  | 18 maja     | Rybnik      | 10      | 7      | 2,1,1,2,1 | Polonia Bydgoszcz | Mikael Max       |
| 2004  | 22 maja     | Rybnik      |         | 15+3   | 3,3,3,3,3 | Unia Tarnów       | Leigh Adams      |

### Memoriał Eugeniusza Nazimka
| Sezon | Dzień      | Miejscowość | Miejsce | Punkty | Biegi     | Klub              | Zwycięzca        |
| ----- | ---------- | ----------- | ------- | ------ | --------- | ----------------- | ---------------- |
| 1990  | 5 sierpnia | Rzeszów     |         | 11     | 3,3,2,d,3 | Polonia Bydgoszcz | Jan Krzystyniak  |
| 2005  | 3 września | Rzeszów     |         | 12     | 3,3,3,2,1 | Unia Tarnów       | Grzegorz Walasek |

### Memoriał Mariana Rosego
| Sezon | Dzień    | Miejscowość | Miejsce | Punkty | Biegi     | Klub              | Zwycięzca   |
| ----- | -------- | ----------- | ------- | ------ | --------- | ----------------- | ----------- |
| 1991  | 13 lipca | Toruń       | 11      | 6      | 2,1,2,d,1 | Polonia Bydgoszcz | Piotr Świst |

### Memoriał B. Idzikowskiego i M. Czernego
| Sezon | Dzień           | Miejscowość | Miejsce | Punkty | Biegi       | Klub                     | Zwycięzca     |
| ----- | --------------- | ----------- | ------- | ------ | ----------- | ------------------------ | ------------- |
| 1991  | 19 października | Częstochowa |         | 12     | (1,2,3,3,3) | Polonia Bydgoszcz        | Marek Kępa    |
| 2008  | 27 kwietnia     | Częstochowa | 4.      | 11     | (d,2,3,3,3) | Stal Gorzów Wielkopolski | Ryan Sullivan |

### Kryterium Asów Polskich Lig Żużlowych im. Mieczysława Połukarda
| Sezon | Dzień      | Miejscowość | Miejsce | Punkty | Biegi     | Klub                     | Zwycięzca        |
| ----- | ---------- | ----------- | ------- | ------ | --------- | ------------------------ | ---------------- |
| 1990  | 25 marca   | Bydgoszcz   |         | 15     | 3,3,3,3,3 | Polonia Bydgoszcz        | –                |
| 1991  | 24 marca   | Bydgoszcz   |         | 13     | 3,1,3,3,3 | Polonia Bydgoszcz        | –                |
| 1992  | 22 marca   | Bydgoszcz   |         | 15     | 3,3,3,3,3 | Polonia Bydgoszcz        | –                |
| 1993  | 21 marca   | Bydgoszcz   |         | 14     | 3,3,2,3,3 | Polonia Bydgoszcz        | –                |
| 1994  | 27 marca   | Bydgoszcz   |         | 15     | 3,3,3,3,3 | Polonia Bydgoszcz        | –                |
| 1995  | 26 marca   | Bydgoszcz   |         | 15     | 3,3,3,3,3 | Polonia Bydgoszcz        | –                |
| 1996  | 4 kwietnia | Bydgoszcz   |         | 15     | 3,3,3,3,3 | Polonia Bydgoszcz        | –                |
| 1997  | 23 marca   | Bydgoszcz   |         | 15     | 3,3,3,3,3 | Polonia Bydgoszcz        | –                |
| 1998  | 29 marca   | Bydgoszcz   |         | 14     | 2,3,3,3,3 | Polonia Bydgoszcz        | –                |
| 1999  | 28 marca   | Bydgoszcz   |         | 12+3   | 2,3,1,3,3 | Polonia Bydgoszcz        | Roman Jankowski  |
| 2000  | 26 marca   | Bydgoszcz   |         | 15     | 3,3,3,3,3 | Polonia Bydgoszcz        | –                |
| 2001  | 31 marca   | Bydgoszcz   |         | 15     | 3,3,3,3,3 | Polonia Bydgoszcz        | –                |
| 2002  | 26 marca   | Bydgoszcz   |         | 15     | 3,3,3,3,3 | Polonia Bydgoszcz        | –                |
| 2003  | 28 marca   | Bydgoszcz   |         | 15     | 3,3,3,3,3 | Polonia Bydgoszcz        | –                |
| 2008  | 26 marca   | Bydgoszcz   |         | 14     | 2,3,3,3,3 | Stal Gorzów Wielkopolski | –                |
| 2011  | 27 marca   | Bydgoszcz   |         | 11     | 1,3,3,2,2 | Stal Gorzów Wielkopolski | Emil Sajfutdinow |

### Turniej o Łańcuch Herbowy miasta Ostrowa Wielkopolskiego
| Sezon | Dzień           | Miejscowość         | Miejsce | Punkty | Biegi       | Klub                   | Zwycięzca        |
| ----- | --------------- | ------------------- | ------- | ------ | ----------- | ---------------------- | ---------------- |
| 1989  | 29 października | Ostrów Wielkopolski |         | 12+3   | (3,2,3,2,2) | Wybrzeże Gdańsk        | Wojciech Załuski |
| 1990  | 28 października | Ostrów Wielkopolski |         | 13+3   | (3,3,1,3,3) | Polonia Bydgoszcz      | –                |
| 2016  | 3 września      | Ostrów Wielkopolski | 13.     | 5      | (2,0,1,1,1) | MrGarden GKM Grudziądz | Bartosz Zmarzlik |

### Turniej o Koronę Bolesława Chrobrego – Pierwszego Króla Polski
| Sezon | Dzień     | Miejscowość | Miejsce | Punkty | Biegi          | Klub                     | Zwycięzca        |
| ----- | --------- | ----------- | ------- | ------ | -------------- | ------------------------ | ---------------- |
| 2009  | 23 maja   | Gniezno     | 15.     | 4      | (1,0,2,1,d)    | Stal Gorzów Wielkopolski | Greg Hancock     |
| 2010  | 29 maja   | Gniezno     |         | 14+3   | (3,3,3,2,3) +3 | Stal Gorzów Wielkopolski | –                |
| 2011  | 6 czerwca | Gniezno     |         | 13+2   | (3,2,3,3,2) +2 | Stal Gorzów Wielkopolski | Emil Sajfutdinow |
| 2012  | 2 czerwca | Gniezno     | 4.      | 12+d   | (3,2,2,3,2) +d | Stal Gorzów Wielkopolski | Ryan Sullivan    |

### Turniej Gwiazdkowy
| Sezon | Dzień      | Miejscowość | Miejsce | Punkty | Biegi     | Klub              | Zwycięzca    |
| ----- | ---------- | ----------- | ------- | ------ | --------- | ----------------- | ------------ |
| 1993  | 18 grudnia | Piła        |         | 15+5   | 3,3,3,3,3 | Polonia Bydgoszcz | –            |
| 1994  | 17 grudnia | Piła        |         | 14     | 3,3,3,3,2 | Polonia Bydgoszcz | –            |
| 1995  | 10 grudnia | Piła        |         | 14     | 3,2,3,3,3 | Polonia Bydgoszcz | –            |
| 1996  | 14 grudnia | Piła        | 8       | 7+2    | 0,3,0,2,2 | Polonia Bydgoszcz | Jimmy Nilsen |
| 1997  | 6 grudnia  | Piła        |         | 12+3   | 2,1,3,3,3 | Polonia Bydgoszcz | –            |
| 1998  | 6 grudnia  | Piła        |         | 12+1   | 3,3,2,1,3 | Polonia Bydgoszcz | Piotr Świst  |

## Kultura masowa
- Rola fabularna w teledysku do utworu „Sam przeciwko wszystkim” grupy muzycznej My Riot, reż. Mikołaj Górecki (2011)[20].

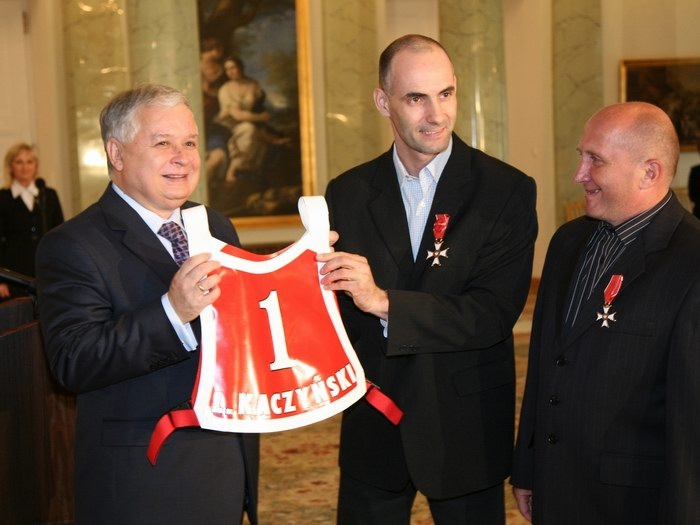
Tomasz Gollob i prezydent RP Lech Kaczyński po odznaczeniu sportowca Krzyżem Oficerskim Orderu Odrodzenia Polski (2007)

## Ordery i odznaczenia
- Krzyż Komandorski Orderu Odrodzenia Polski (2010)[21]
- Krzyż Oficerski Orderu Odrodzenia Polski (2007)[22]
- Krzyż Kawalerski Orderu Odrodzenia Polski (2000)[23]
- Odznaka Honorowa za Zasługi dla Województwa Kujawsko-Pomorskiego (2018)[24]